# Batman: Arkham Knight
Pour les articles homonymes, voir Batman (homonymie).
Batman: Arkham Knight est un jeu vidéo d'action-aventure développé par Rocksteady Studios et édité par Warner Bros. Interactive Entertainment. Il est sorti le 23 juin 2015 sur PlayStation 4, Xbox One et Windows, un portage sur Nintendo Switch est sorti à l'automne 2023, développé par le studio Turn Me Up.
Il est le quatrième titre de la série de jeux vidéo Batman: Arkham après les titres Batman: Arkham Asylum, Batman: Arkham City par Rocksteady Studios  et Batman: Arkham Origins par Warner Bros. Games Montréal.
L'histoire se déroule après les évènements d'Arkham City. Le jeu propose une ville de Gotham plus grande et, pour la première fois dans la série, la Batmobile est désormais jouable. Dans cet opus, Batman fera à nouveau face à plusieurs vilains : l'Épouvantail, le Pingouin, Double-Face, Harley Quinn, l'Homme Mystère, ainsi que le mystérieux Chevalier d'Arkham.
Le développement du jeu, d'une durée de quatre années, commence en 2011 après le travail terminé sur Arkham City. Le studio a choisi d'utiliser sa propre équipe de scénaristes au lieu de faire de nouveau appel au vétéran Paul Dini à l'œuvre sur les deux premiers volets.
Le jeu supporte également plusieurs contenus téléchargeables additionnels comprenant de nouvelles histoires ainsi que de nombreuses apparences de personnages et pour le véhicule issues de plusieurs œuvres DC Comics parues. 

## Système de jeu
Selon les dires du développeur Rocksteady, la carte de jeu serait cinq fois plus grande que celle proposée dans Arkham City. Ainsi, de par sa taille, la carte propose des lieux différents et emblématiques à la fois de Gotham (telle la Vieille Horloge abandonnée servant de QG à Oracle) et de toutes grandes villes américaines (quartiers riches, docks et banlieues). Il existe également un quartier chinois, Chinatown, Nord de Gotham.
La grande nouveauté du jeu est l'utilisation de la Batmobile. Batman peut l’utiliser pour se déplacer en ville, « capable de se frayer un chemin, même au travers de certains éléments du décor ». De plus, la Batmobile est aussi utilisée lors de défis qu'impose le Sphinx à l'homme chauve-souris au travers de plusieurs parcours piégés. Celle-ci est aussi dotée de nombreux gadgets (lance-missiles, mitrailleuse, etc.).
Le jeu propose des phases de combat en coopération avec un autre personnage, avec lequel il est possible d'échanger les contrôles rapidement en plein affrontement.

## Trame

### Toile de fond et personnages

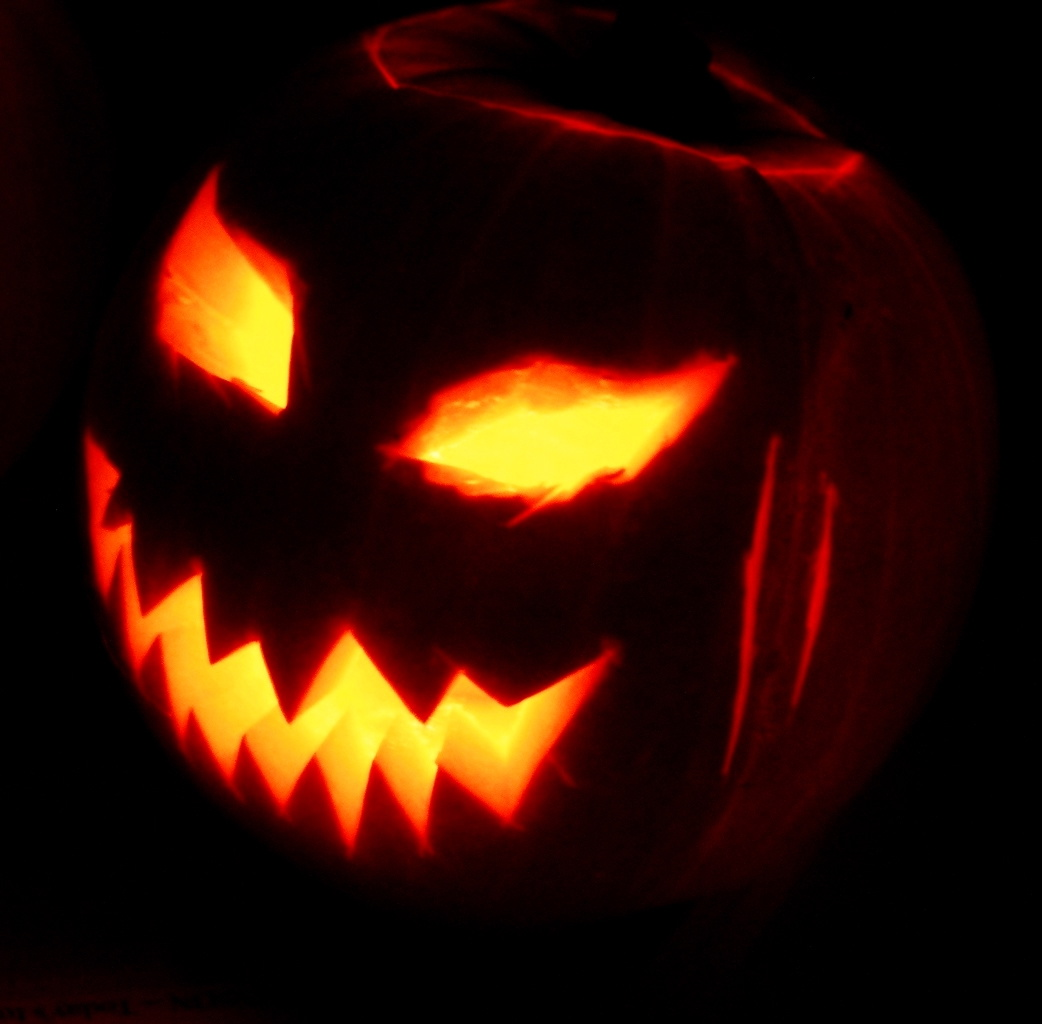
Une Jack-o'-lantern, objet emblématique de la soirée d'Halloween.

Neuf mois après la mort du Joker dans la prison d'Arkham City, la criminalité a drastiquement diminué à Gotham City et les citoyens se sentent plus en sécurité. Le soir d'Halloween, l'Épouvantail (John Noble) menace la ville avec sa nouvelle souche de toxine de peur, forçant le départ des habitants. Seuls les criminels et les membres du GCPD sont restés. Le jeu prend place au centre de la ville, divisé en trois îles - Bleake, Founders, et Miagani.
Le personnage incarné est le justicier masqué Bruce Wayne / Batman (Kevin Conroy),. Il est secondé par Tim Drake / Robin (Matthew Mercer), Dick Grayson / Nightwing (Scott Porter), Barbara Gordon / Oracle (Ashley Greene) et le commissaire  de police James « Jim » Gordon (Jonathan Banks),,,. Son fidèle majordorme Alfred Pennyworth (Martin Jarvis) et collègue de Wayne Enterprises Lucius Fox (Dave Fennoy) lui procurent un support tactique,,,.
L'Épouvantail travaille notamment avec l'Arkham Knight (en) (Troy Baker), un personnage jamais vu auparavant,,,. Batman devra également capturer Poison Ivy (Tasia Valenza), démanteler le trafic d'armes du Pingouin (Nolan North), arrêter les braquages de banques de Double-Face (Two-Face) (Troy Baker), réussir les différents challenges de l'Homme-mystère (Riddler) (Wally Wingert) qui a kidnappé Catwoman (Grey DeLisle),, maîtriser Harley Quinn (Tara Strong) qui souhaite se venger de la mort du Joker (Mark Hamill), et s'occuper d'Azrael (Khary Payton) qui souhaite remplacer Batman dans son rôle du protecteur de Gotham.
Les autres vilains incluent le pyromane Firefly (Crispin Freeman (en)),, Man-Bat (Loren Lester (en)),, l'assassin / mercenaire Deathstroke (Mark Rolston), le tueur en série Professeur Pyg (Dwight Schultz) le fanatique religieux Deacon Blackfire (en) (Marc Worden (en)), Hush (Kevin Conroy), le Chapelier fou (Peter MacNicol), Killer Croc (Steve Blum), Ra's al Ghul (Dee Bradley Baker) et Mr. Freeze (Maurice LaMarche),ce dernier essayant de sauver sa femme kidnappée Nora (Cissy Jones).
Les autres personnages notables sont l'homme d'affaires dans l'industrie pharmaceutique Simon Stagg (en) (Phil Proctor), les journalistes Jack Ryder (James Horan) et  Vicki Vale (Grey DeLisle),, l'officier de police Aaron Cash (Duane R. Shepard Sr.) et  les personnes atteintes de la maladie de Creutzfeldt-Jakob, Henry Adams (Garrick Hagon), Christina Bell (Jules de Jongh), Johnny Charisma (Michael Rosenbaum) et Albert King  (Isaac C. Singleton Jr.). Lex Luthor (Keith Silverstein (en)) et Kate Kane sont audibles sur le répondeur du téléphone dans la Tour Wayne. Le tueur en série Calendar Man apparaît également brièvement à la fin du jeu.

Portraits de certains des interprètes faisant partie de la distribution du jeu
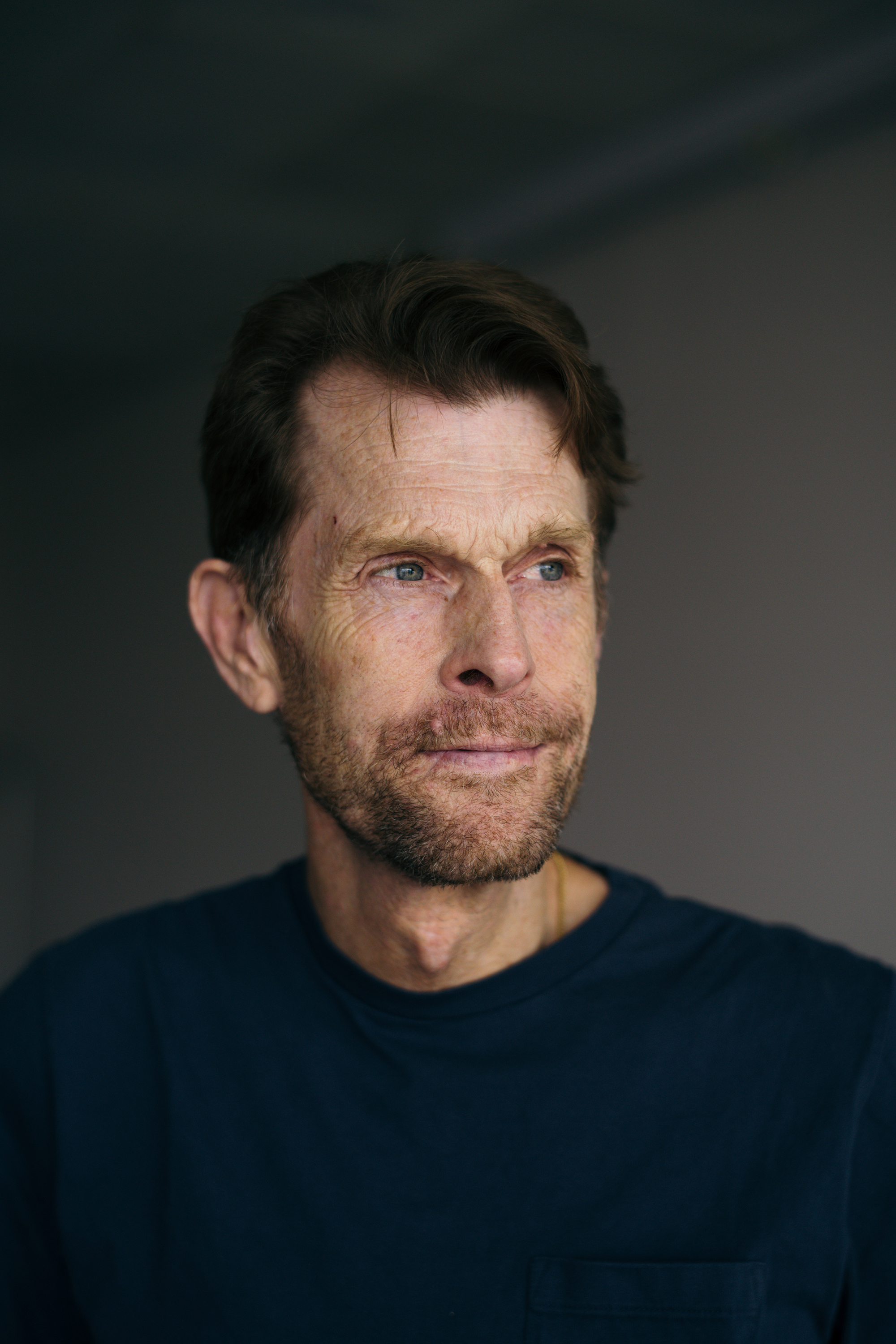
Kevin Conroy en 2018.
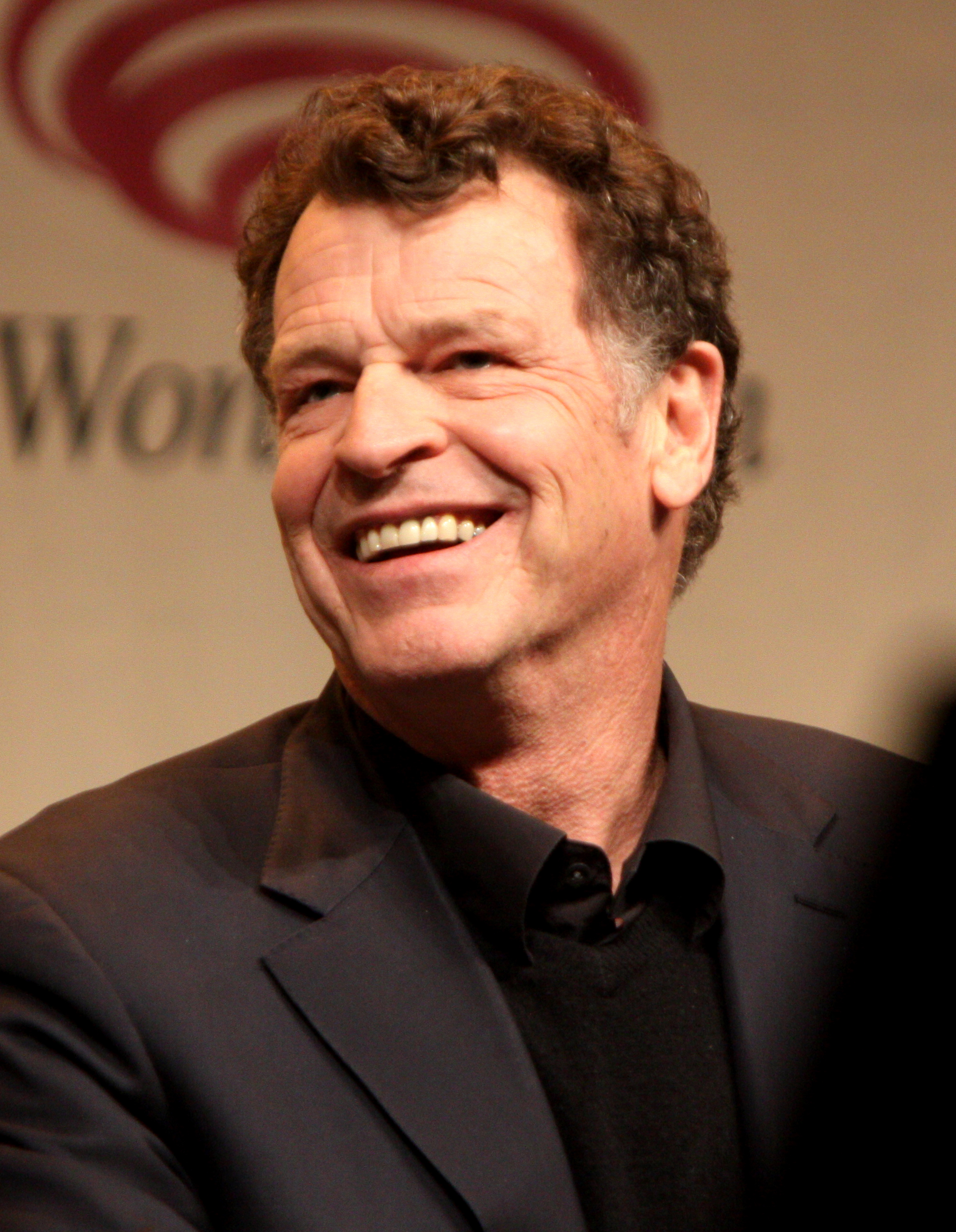
John Noble en 2012.
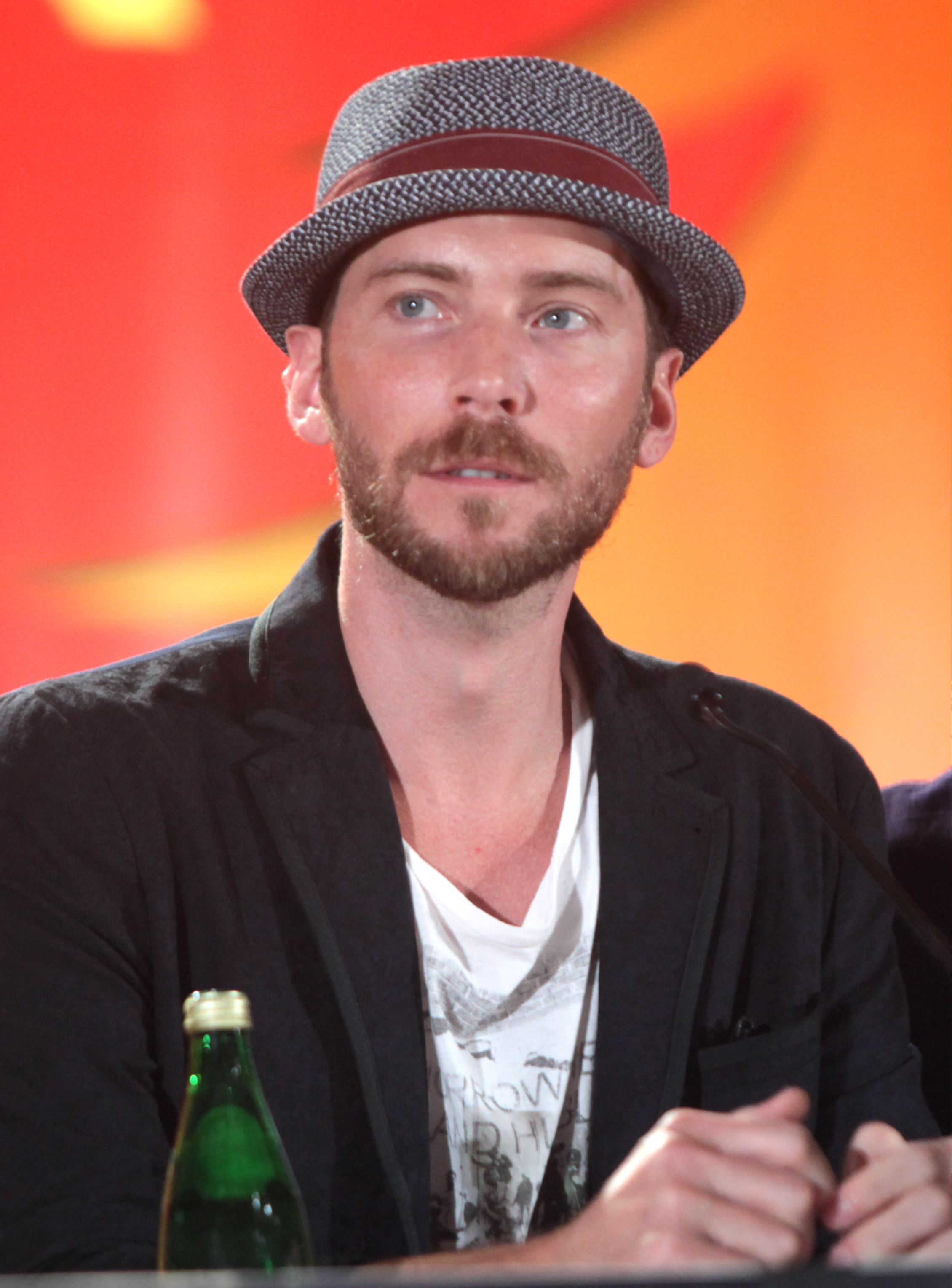
Troy Baker en 2015.
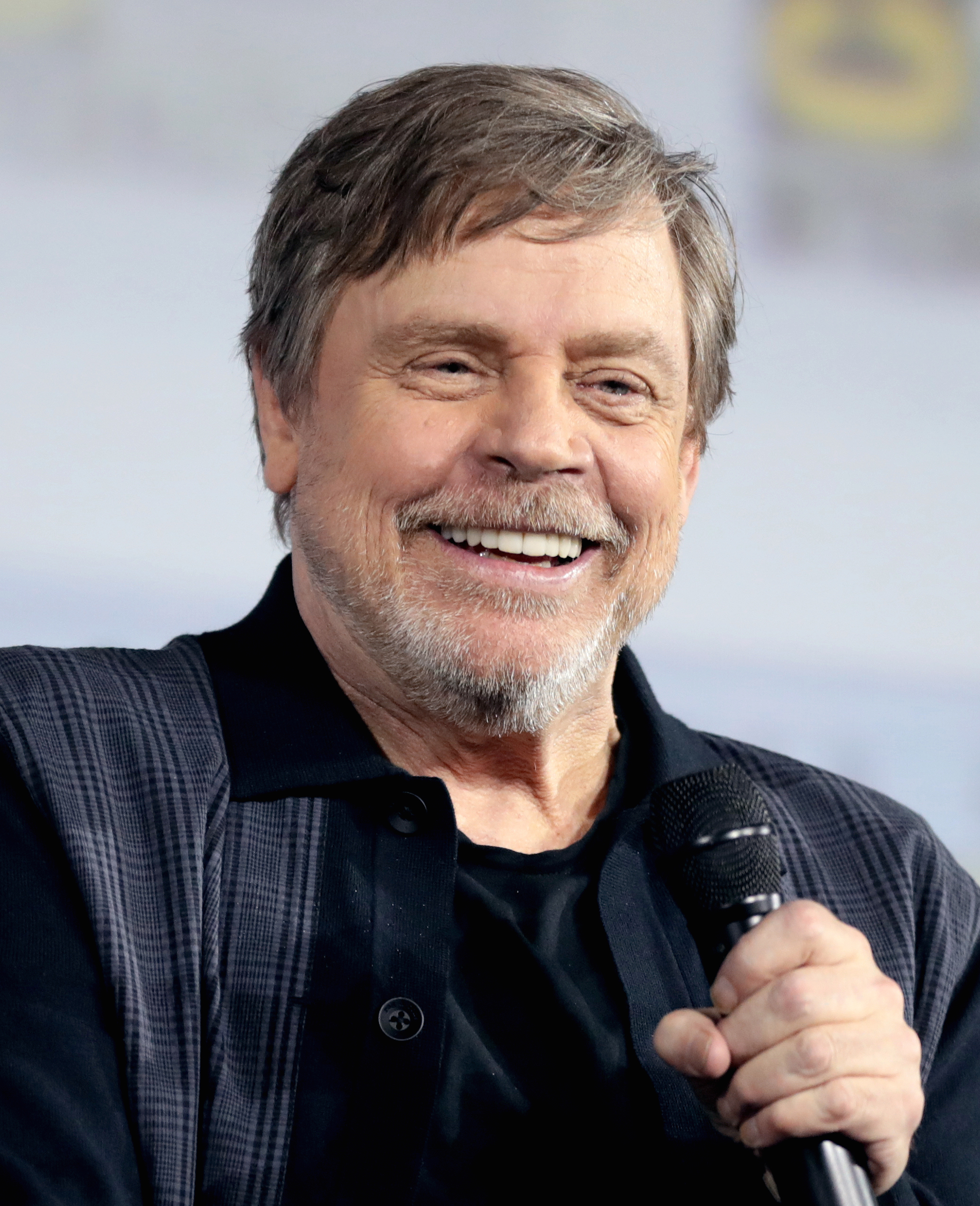
Mark Hamill en 2019.
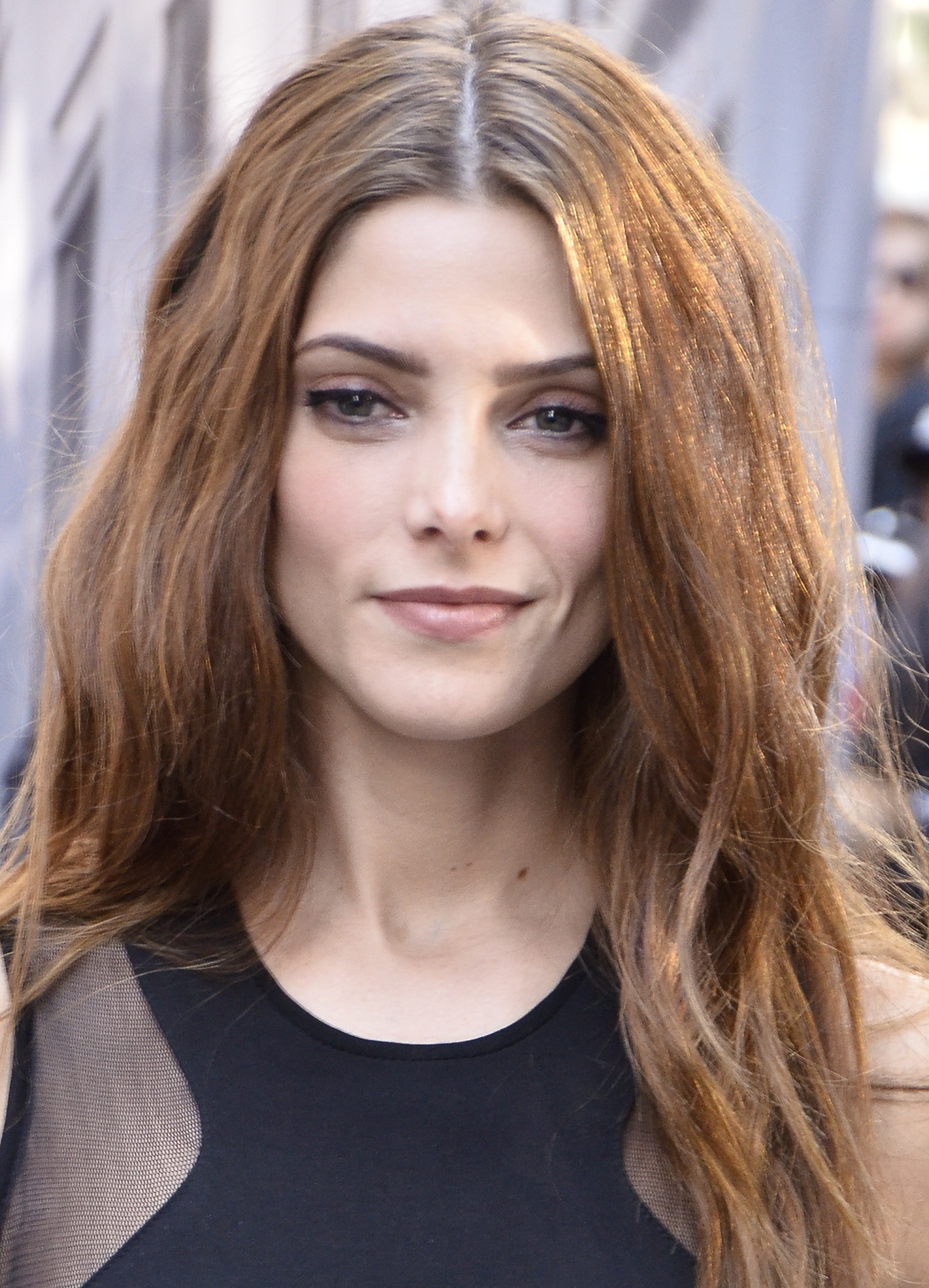
Ashley Greene en 2012.
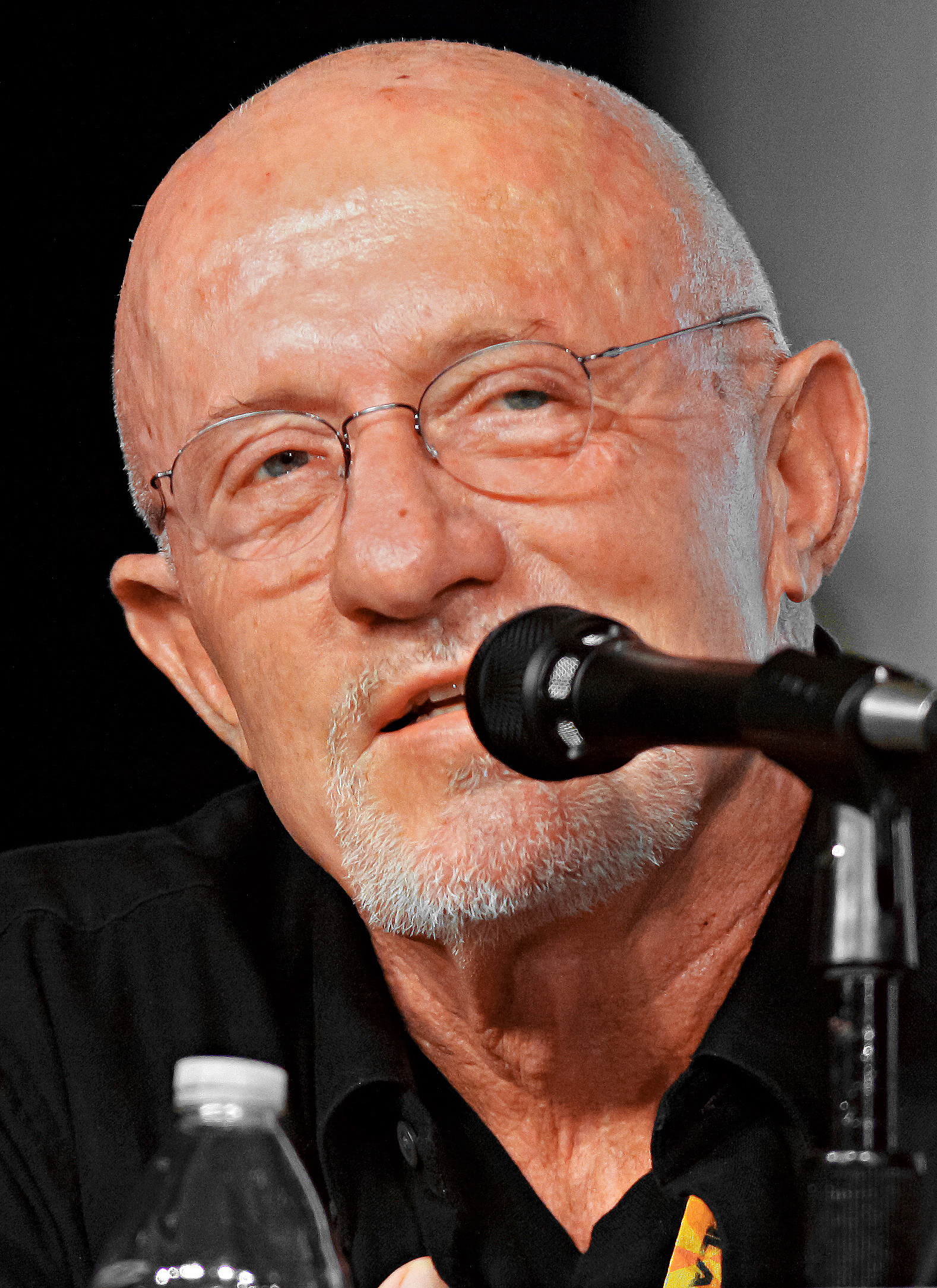
Jonathan Banks en 2012.
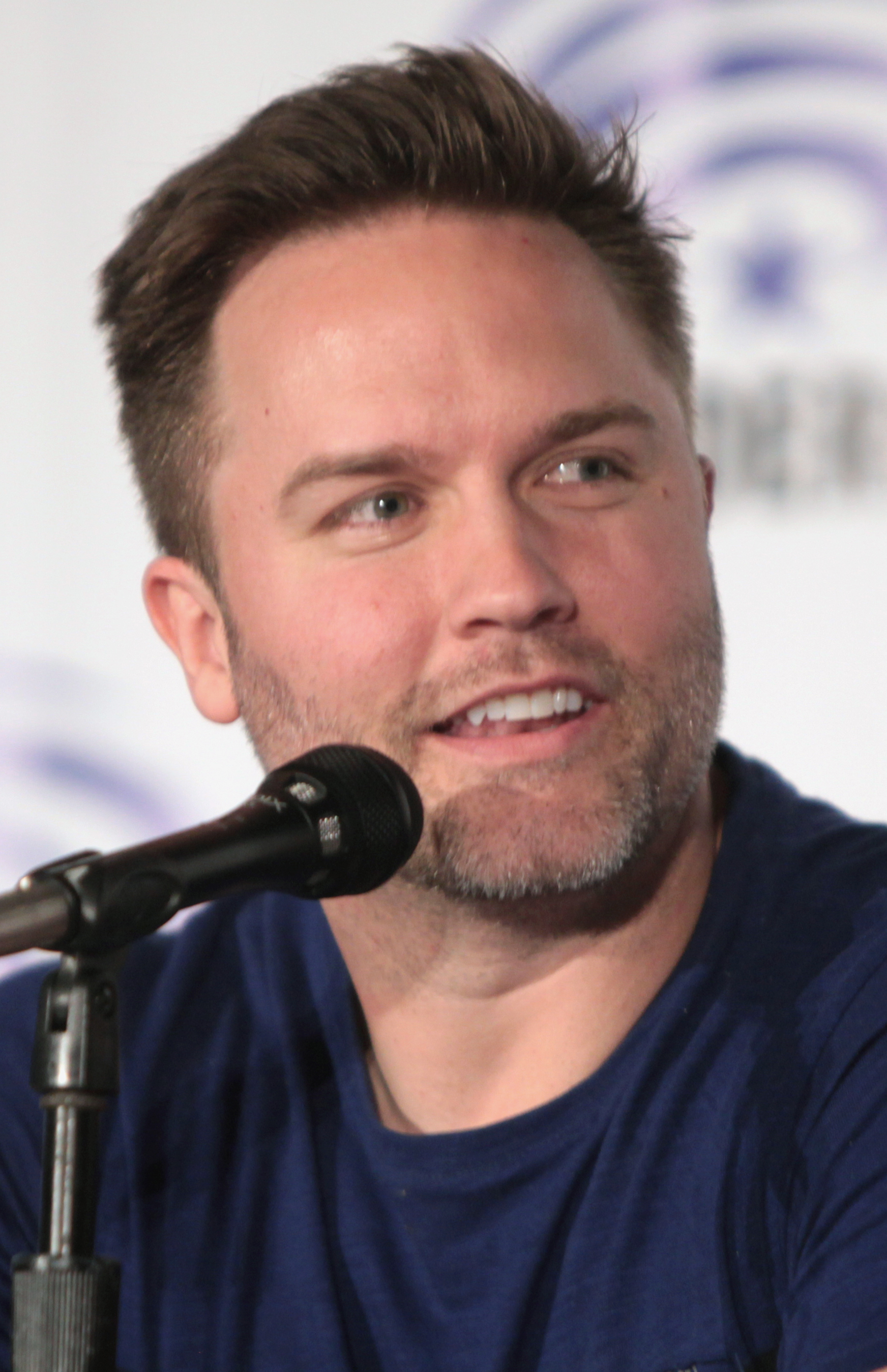
Scott Porter en 2016.
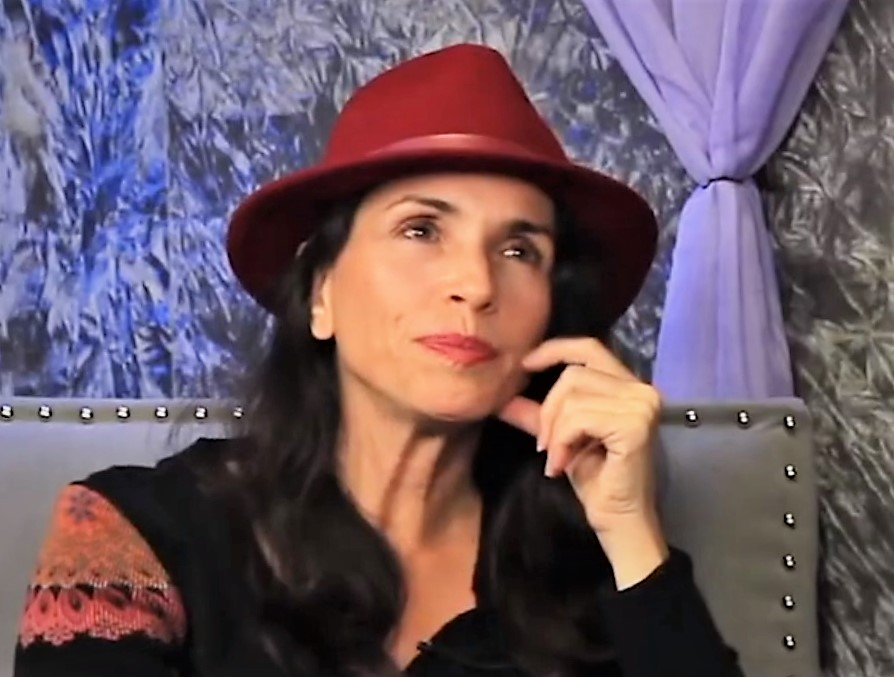
Tasia Valenza en 2020
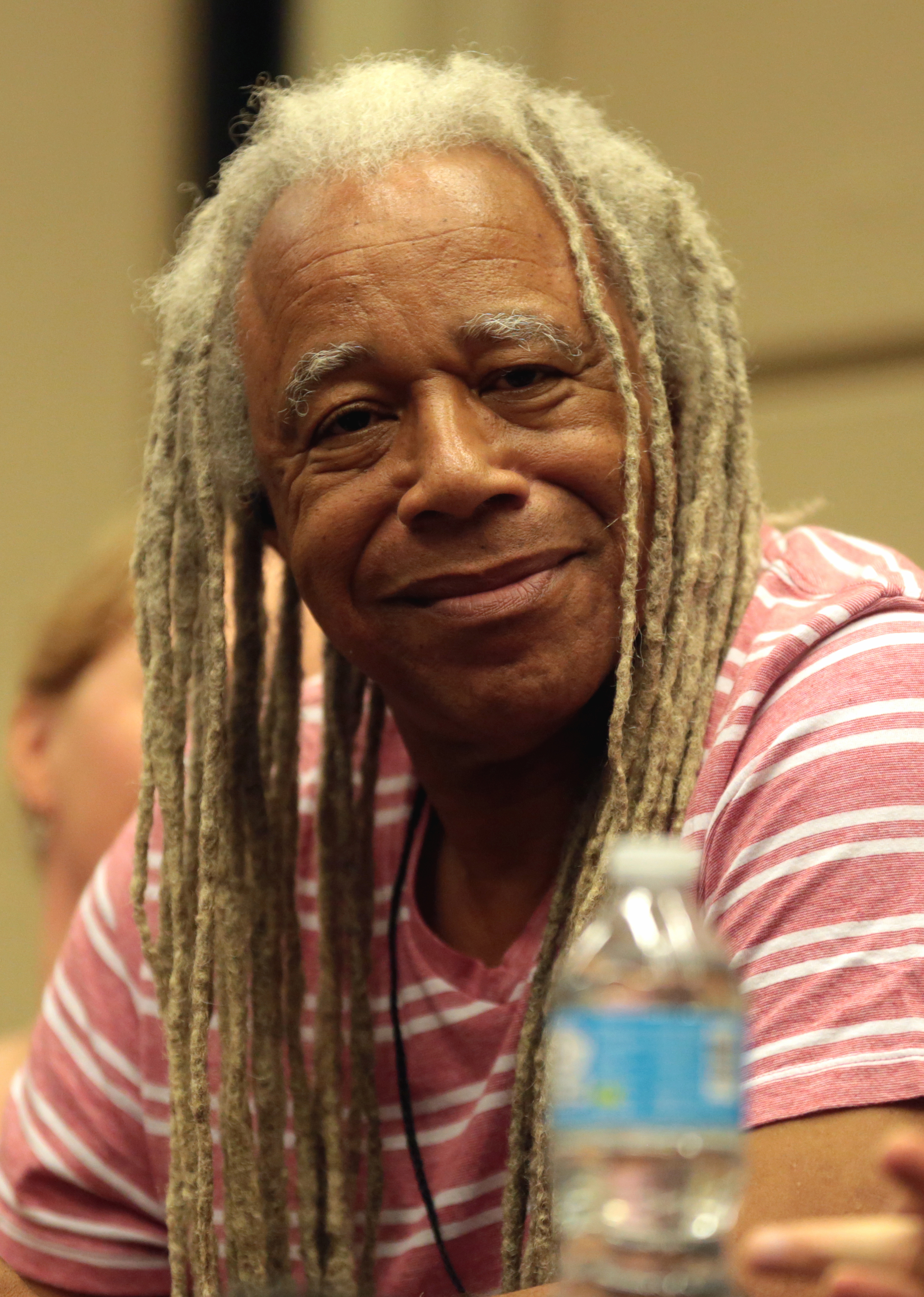
Dave Fennoy en 2017.
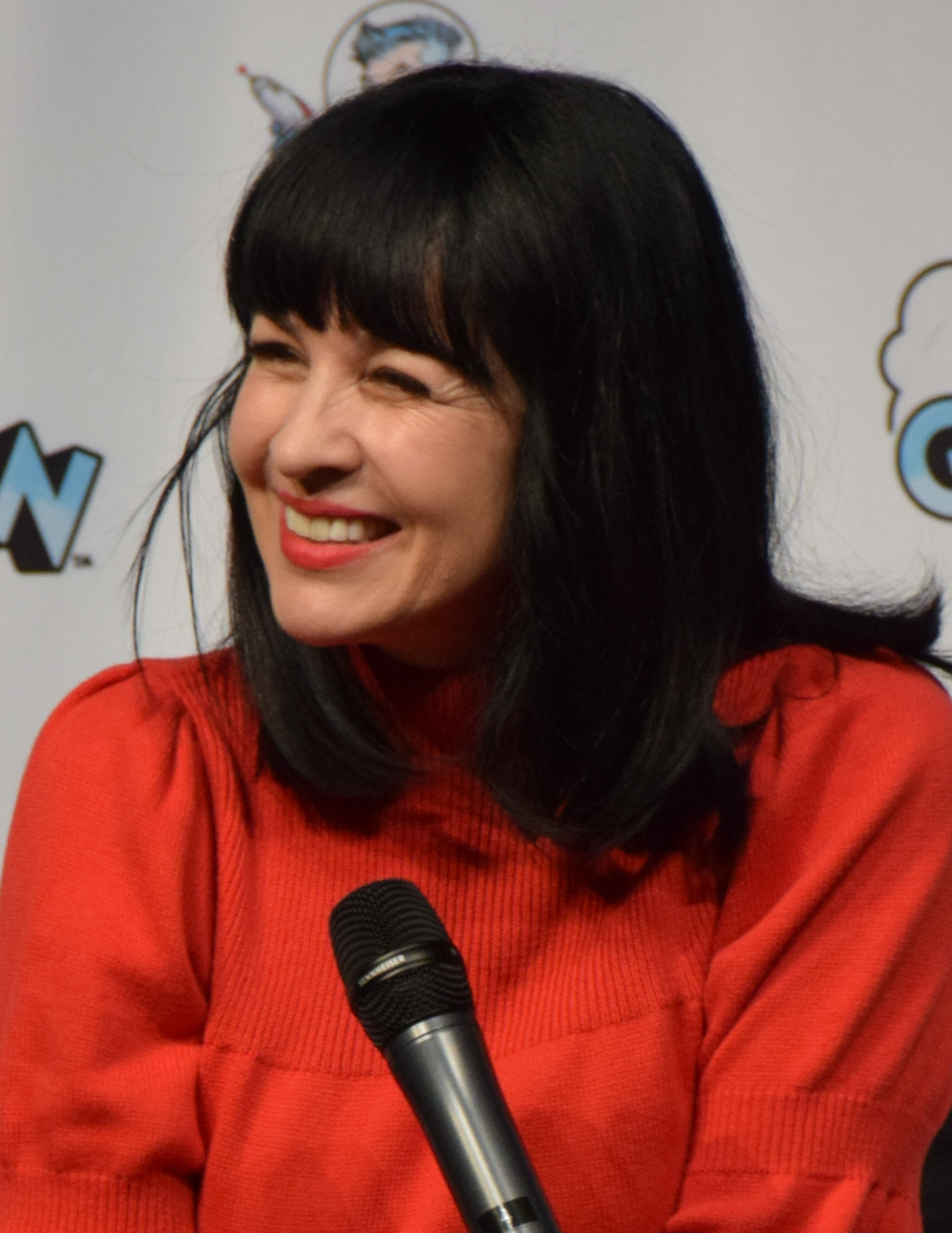
Grey DeLisle.
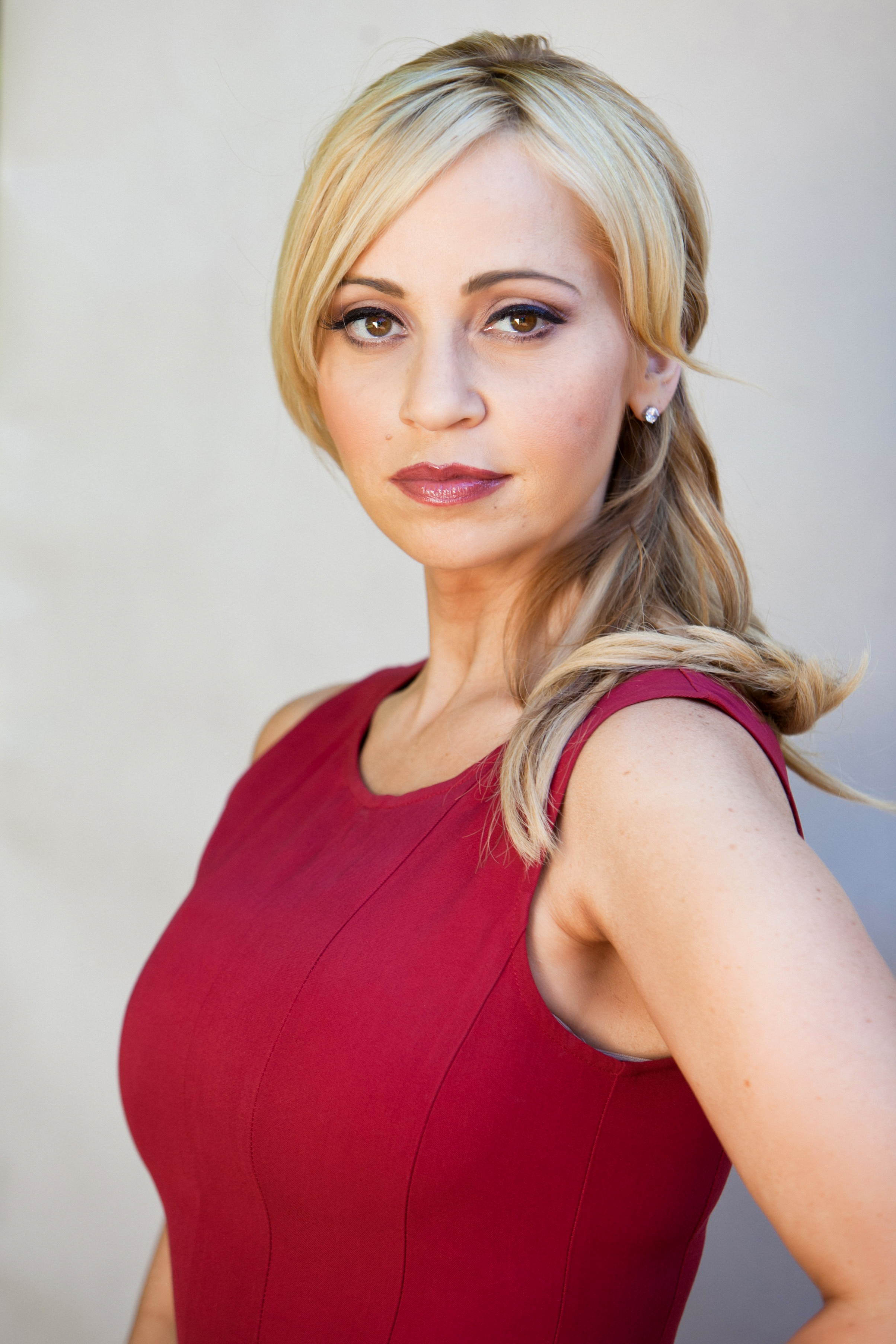
Tara Strong en 2012.
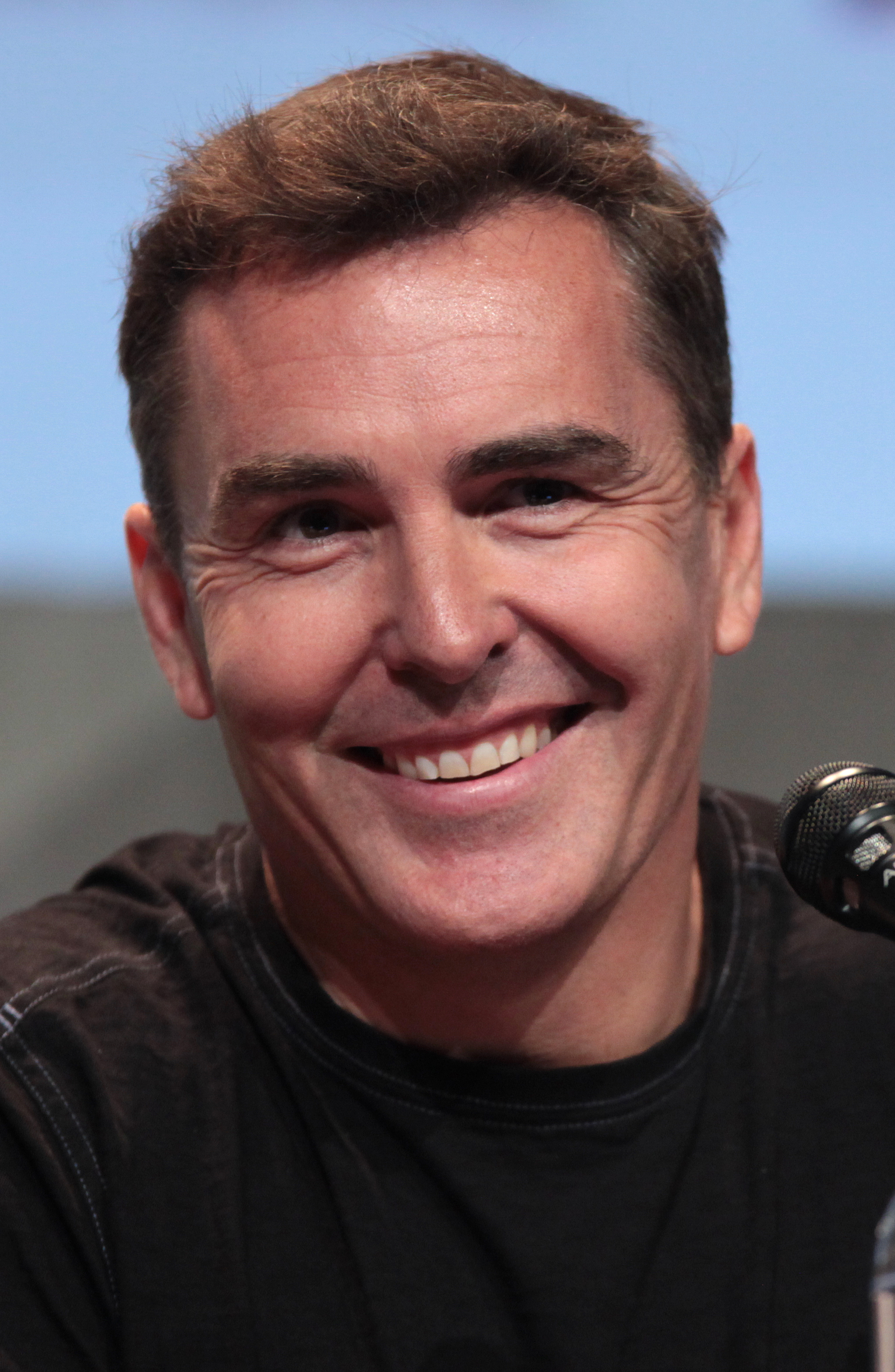
Nolan North en 2015.
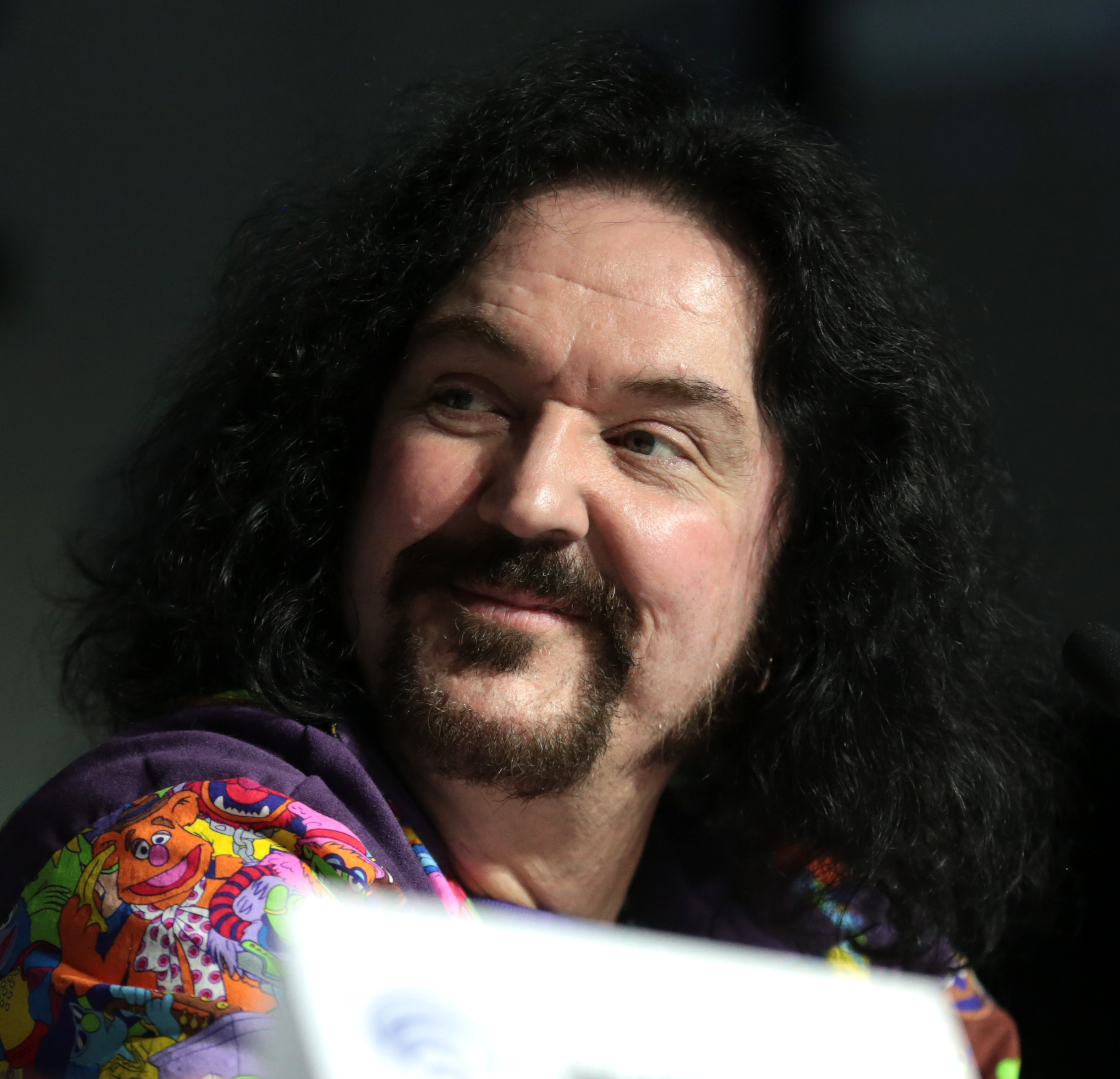
Wally Wingert en 2018.
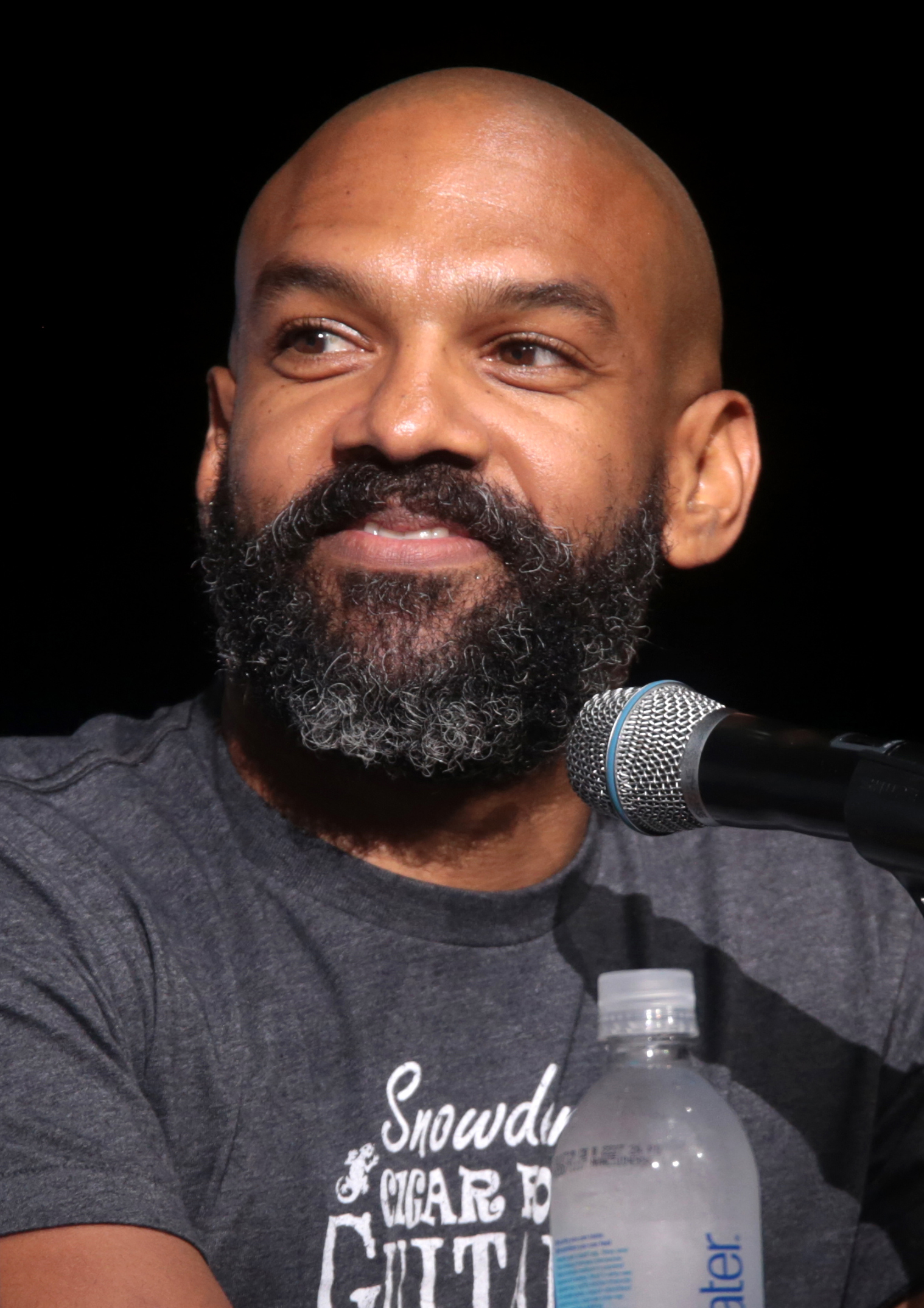
Khary Payton en 2017.

### Résumé de l'histoire
L'histoire du jeu se déroule neuf mois après les évènements concluant Arkham City et la mort du Joker, dont la crémation sert de séquence d'ouverture. La cité de Gotham connaît alors une ère de paix et la criminalité est au plus bas. Cependant, l’Épouvantail, présumé mort, provoque un carnage dans un restaurant avec sa nouvelle formule et menace d'inonder la ville de son gaz. La police est alors contrainte d'abandonner la ville et d'évacuer la population en 24 heures. Profitant de l'instabilité environnante, les plus grands criminels de Gotham encore en vie (tels Double-Face, l'Homme Mystère, Harley Quinn et le Pingouin) s'allient pour prendre le contrôle de la cité, la police étant en grave sous-effectif à cause de l'évacuation.
Après une brève rencontre avec Gordon sur le toit du GCPD, Batman commence sa traque de l'Épouvantail. Il retrouve Poison Ivy, retenue prisonnière par Crane après avoir refusé de se joindre à la coalition, n'ayant que peu d'intérêt à le suivre et parce qu'elle est immunisée contre la toxine. Guidé par Oracle, Batman pirate les antennes des studios de cinéma Panessa et de Falcone Shipping, et localise ainsi l'Épouvantail à l'usine chimique d'Ace Chemicals. Sur place, il découvre toute une armée, dirigée par le Chevalier d'Arkham, un mystérieux mercenaire qui semble le connaître et veut se venger de lui. Crane projette de faire exploser une bombe capable de propager sa toxine sur toute la côte Est ; Batman parvient à réduire la puissance de la bombe, tout en laissant s'échapper l'Épouvantail. Quant au Chevalier d'Arkham, il lance toutes ses forces dans Gotham et enlève Oracle.
Lors d'un flashback dans les studios Panessa où Batman a un repaire secret, on apprend que lors de l'incident d'Arkham City et la nuit du Protocole 10, le Joker lui avait injecté une dose de son sang ainsi qu'à d'autres personnes dans Gotham en envoyant des poches de sang contaminées aux hôpitaux. Malgré les efforts pour détruire ces poches, quatre personnes (Christina Bell, Johnny Charisma, Albert King et Henry Adams) ont été contaminées et depuis, se transforment physiquement et psychologiquement en Joker dans les cellules du repaire de Batman, pendant que Robin tente de trouver un remède définitif. Une cinquième connaît une mutation plus lente : Batman lui-même qui n'a pas été totalement guéri par le remède de Mr Freeze.
Sous l'effet de la toxine qu'il a respirée et du sang du Joker, Batman commence sa « transformation » : le clown criminel lui apparaît ainsi sans prévenir, et lui parle, le nargue sans que le héros ne puisse s'en débarrasser. Il parvient à s'échapper de justesse d'Ace Chemicals, qui explose. Il lui faut maintenant sauver Oracle, et anéantir la menace que les troupes du Chevalier d'Arkham font peser sur Gotham. De retour au GCPD, il apprend à Gordon l'enlèvement de Barbara. Ils se rendent à la Tour de l'Horloge dans l'espoir d'y trouver des indices ; mais lorsque le commissaire découvre que sa fille était Oracle et qu'elle travaillait avec Batman, il rend ce dernier responsable, et refuse de continuer à collaborer avec lui. C'est donc seul que le Chevalier noir mène l'enquête.
Il suit les traces du véhicule du Chevalier d'Arkham, et se rend sur Miagani Island. Il infiltre le réseau de tunnels souterrains, dans lesquels le mercenaire a installé une base pour une partie de son armée. Au cours de cette deuxième rencontre, le mercenaire tire sur Batman et le laisse à ses soldats. Batman parvient à s'en tirer ; il apprend que c'est le Pingouin qui apporte les armes à la milice. Avec l'aide de Nightwing, il attaque le repaire de Cobblepot, qui lui apprend que l'Épouvantail travaille avec le milliardaire Simon Stagg. Batman pénètre dans les dirigeables de Stagg Enterprises, et découvre que Crane et Stagg ont mis au point un dispositif appelé le Déluge, une machine permettant une dispersion rapide et massive de la toxine de terreur. Quand il tente de capturer l'Épouvantail, l'esprit du Joker reprend le dessus, ce qui permet au Chevalier d'Arkham de fuir avec le Déluge ainsi qu'avec Crane. Batman reprend ses esprits et retrouve Oracle dans un repaire de l'Épouvantail ; mais sur place, il ne peut qu'assister impuissant au suicide de Barbara, soumise au gaz et délirant. Peu après, Batman retourne au GCPD pour demander de l'aide à Ivy. Elle se rend au jardin botanique pour réveiller et utiliser une plante ancestrale capable de purifier l'atmosphère, mais les tanks de la Milice veillent. Pendant ce temps, Harley Quinn infiltre les studios Panessa pour libérer les patients contaminés par le sang du Joker (pensant ainsi ressusciter le vrai Joker), mais dans sa folie, Henry Adams (qui se disait immunisé contre le sang du Joker) tue les autres, puis se suicide, en se rendant compte que Batman est lui aussi contaminé. Robin se rend également compte de la situation et n'a d'autre choix que d'enfermer Batman dans une cellule, mais refusant d'abandonner le combat tant que l'Épouvantail est libre, Batman enferme Robin dans la cellule.
Batman détecte une activité sismique dans la ville, provoquée par des drones qui patrouillent autour du jardin botanique. Ivy les détruit et le chevalier d'Arkham envoie d'autres drones pour contre-attaquer, mais ils sont défaits par Batman. Cependant, la plante réveillée par Ivy n'est pas de taille pour les aider.
Le Déluge est finalement activé et Gotham se retrouve noyé dans un nuage de toxine. Batman prend le risque de plonger dans la brume toxique pour retrouver la machine et la détruire, mais pour contrer les effets du gaz, il demande l'aide de Poison Ivy qui prend le contrôle d'un arbre antique afin de libérer un pollen guérisseur. L'opération requiert toutes ses forces et elle meurt, tandis que l'exposition au gaz renforce l'emprise du Joker sur l'esprit de Batman. Il poursuit néanmoins le Chevalier d'Arkham dans son repaire, un site de construction, et pendant son combat, découvre que sous le masque du Chevalier se cache Jason Todd, le deuxième Robin qu'il croyait mort après avoir été torturé pendant près d'un an par le Joker. Todd cherche la vengeance mais Batman lui tend la main et Jason préfère fuir. Batman et Gordon, qui a entre-temps été libéré par le justicier, retrouvent l'Épouvantail sur le toit du bâtiment, où ils découvrent que le suicide de Barbara n'était qu'une hallucination due au gaz, mais pour libérer sa fille, Gordon doit tuer Batman d'une balle. Gordon vise le plastron pare-balles, permettant au justicier de gagner du temps, de sauver Oracle et de la ramener au GCPD. L'Épouvantail fuit avec Gordon et envoie ses derniers hommes contre le GCPD ; pendant que Batman parvient à repousser l'assaut, Robin est enlevé.
L'Épouvantail pose alors un ultimatum : Batman doit se rendre sans arme ni masque ou Robin et Gordon seront tués. Il accepte et se laisse conduire dans l'asile d'Arkham abandonné. Là, l'Épouvantail fait retirer le masque de Batman et retransmet les images en direct à la télévision avant de lui injecter une dose massive de sérum de terreur. Le monde voit donc Bruce Wayne succomber à la folie, mais il mène un combat spirituel contre le Joker qui tente de prendre totalement possession de son corps. Mais le Chevalier noir reprend le dessus en se souvenant qu'il n'est qu'un symbole et que le combat continuera bien après que le Joker soit devenu un lointain souvenir et montre ainsi la plus grande peur du clown: Être oublié de tous. Bruce dit adieu au Joker alors que celui-ci est d'une certaine manière enfermé pour toujours dans son esprit. Alors que l'esprit de Wayne redevient clair, Jason Todd surgit, le libère et laisse Batman retourner le sérum de terreur contre l'Épouvantail.
De retour à Gotham City, Batman et les hommes de Gordon reprennent le contrôle de la ville avant qu'Alfred n'active le programme « Knightfall » : démasqué, Batman retourne au manoir Wayne. Quelques instants plus tard, devant les caméras des journalistes, le manoir explose, laissant entendre que les deux hommes ont péri. Un an plus tard, Gordon, devenu maire de Gotham, se prépare à célébrer le mariage de Barbara et Tim Drake, tandis que, dans une ruelle, deux criminels voient l'ombre d'un Batman démoniaque apparaître.

## Développement
Le développement de Arkham Knight a commencé en 2011 après le travail terminé sur Arkham City et a pris quatre années à se terminer. Il a été publiquement révélé en mars 2014 après des fuites à la fin février et avec le retour des créateurs de la série, Rocksteady Studios, pour développer le jeu après que Batman: Arkham Origins (2013) a été développé par WB Games Montréal. Décrit comme le chapitre final de la série Arkham, la fin d’Arkham Knight est dans la tête du studio depuis le développement de Arkham City[réf. nécessaire]. Scénariste des deux premiers volets de la franchise, Paul Dini déclare en août 2012 qu'il n'a pas été approché pour participer à l'écriture d'un potentiel troisième volet et qu'il lui a été conseillé d'accepter un autre travail si cela lui était proposé.
Le studio a choisi d'utiliser sa propre équipe de scénaristes dirigée par le directeur du jeu Sefton Hill, tandis que Martin Lancaster rejoint le navire afin de façonner l'intrigue. Comme précédemment, Geoff Johns sert de consultant.
Rocksteady a décidé tôt de faire Arkham Knight uniquement pour la huitième génération de consoles afin d'exploiter au mieux leurs systèmes sans avoir à enlever des idées pour s'accommoder aux anciennes générations. Le jeu permet de montrer cinq fois plus d'ennemis à l'écran que dans Arkham City tandis que les émeutes peuvent comporter jusqu'à cinquante ennemis interagissant avec le décor. Les cinématiques sont rendus en temps réel alors que les précédents jeux utilisés des vidéos pre-rendus. Décrivant l'étendue des différences entre Arkham Knight et les précédents jeux, le chef character artist Albert Feliu, dit qu'un modèle de personnage dans Arkham Knight peut contenir le même nombre de polygones que tous ceux servant à faire les environnements de Arkham Asylum[réf. nécessaire]. Arkham Knight est le premier jeu de la série à se servir du moteur physique Apex avec des éléments, comme la cape de Batman, qui réagissent de manière réaliste aux mouvements ou au vent. Warner Bros. a soutenu le concept de Rocksteady pour le jeu mais chacun des partis savait que trois ans d'attente entre Arkham City et Arkham Knight était trop long, ce qui a amené WB Games Montréal à développer le prequel Arkham Origins pour combler l'intervalle.
Contrairement à Arkham Origins, le jeu ne dispose pas de mode multijoueur. Comme l'explique Sefton Hill, l'équipe chargée du développement savait que le mode solo du jeu demanderait tous les efforts de l'équipe avec leur « concentration centré sur le fait de faire la meilleure expérience solo possible. Nous ne ressentions pas que le jeu avait besoin d'un mode multijoueur. Warner Bros nous a soutenu dès le début. »,.

### Conception de la Batmobile et de Gotham City

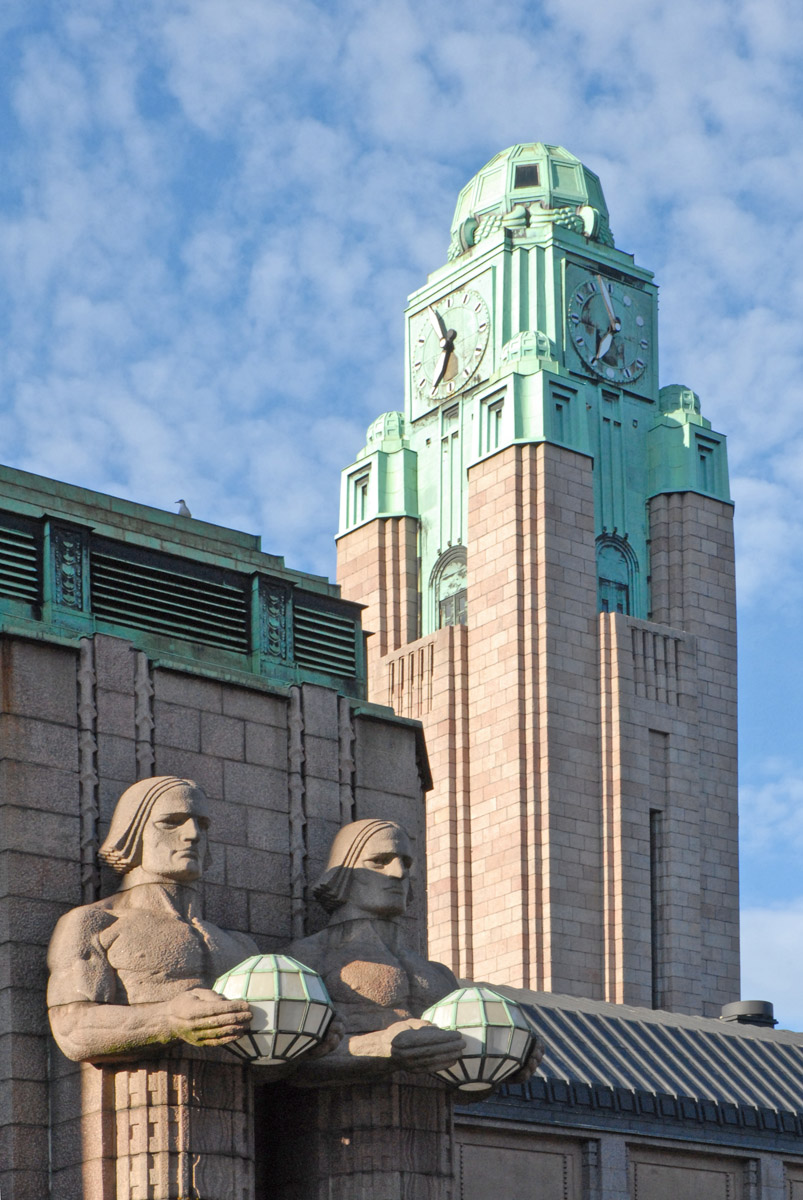
Comme à l'accoutumée dans les œuvres Batman, des bâtiments Art déco et Art nouveau sont présents dans la ville.

Au début du développement, Rocksteady a placé un prototype de la Batmobile dans la carte de Arkham City et s'est rendu compte que la ville claustrophobique pensé pour Batman pour planer et se servir du grappin ne convenait pas pour conduire le véhicule. Gotham City a été de ce fait repensée avec des rues plus larges pour plus d'espaces pour la Batmobile et le trafic afin de conduire sans percuter les murs tandis que les bâtiments ont été agrandis pour s'adapter à la fonction éjection du véhicule. Pour repenser Gotham City, les concepteurs se sont appuyés sur l'architecture gothique des précédents jeux tout en faisant une ville plus réaliste et dense. En plus de détails mineurs comme la lumière des néons, les panneaux publicitaires et les voitures de style américain, l'équipe a développé des idées pour des magasins qui se trouvent dans la ville tout en gardant un thème crasseux et dystopien. Décrivant le design, Hego dit : « Chaque élément que nous avons ajoutés rend l'expérience un peu hors du temps. On ne peut mettre le doigt sur la période, si le jeu se passe il y a vingt ans, maintenant, ou dans dix ans. »,. Les concepteurs ont préféré faire un monde ouvert « riche, vivant, dense...avec plein de choses intéressantes à faire » plutôt que d'être juste grand.
La carte est environ vingt fois plus grande que celle de Arkham Asylum et environ cinq fois plus que celle de Arkham City. Bleake Island compte des bâtiments plus petits, des zones désordonnées et des quais abandonnés, tandis que Founders Island est plus moderne, avec ses gratte-ciel bâtis sur les ruines des Bidonville de la ville, et Miagani Island est une Métropole vieille avec la Tour Wayne en son centre. Plusieurs bâtiments ou panneaux font références à d'autres personnages de l'univers DC Comics comme les bâtiments Queen Industries et LexCorp[réf. nécessaire].

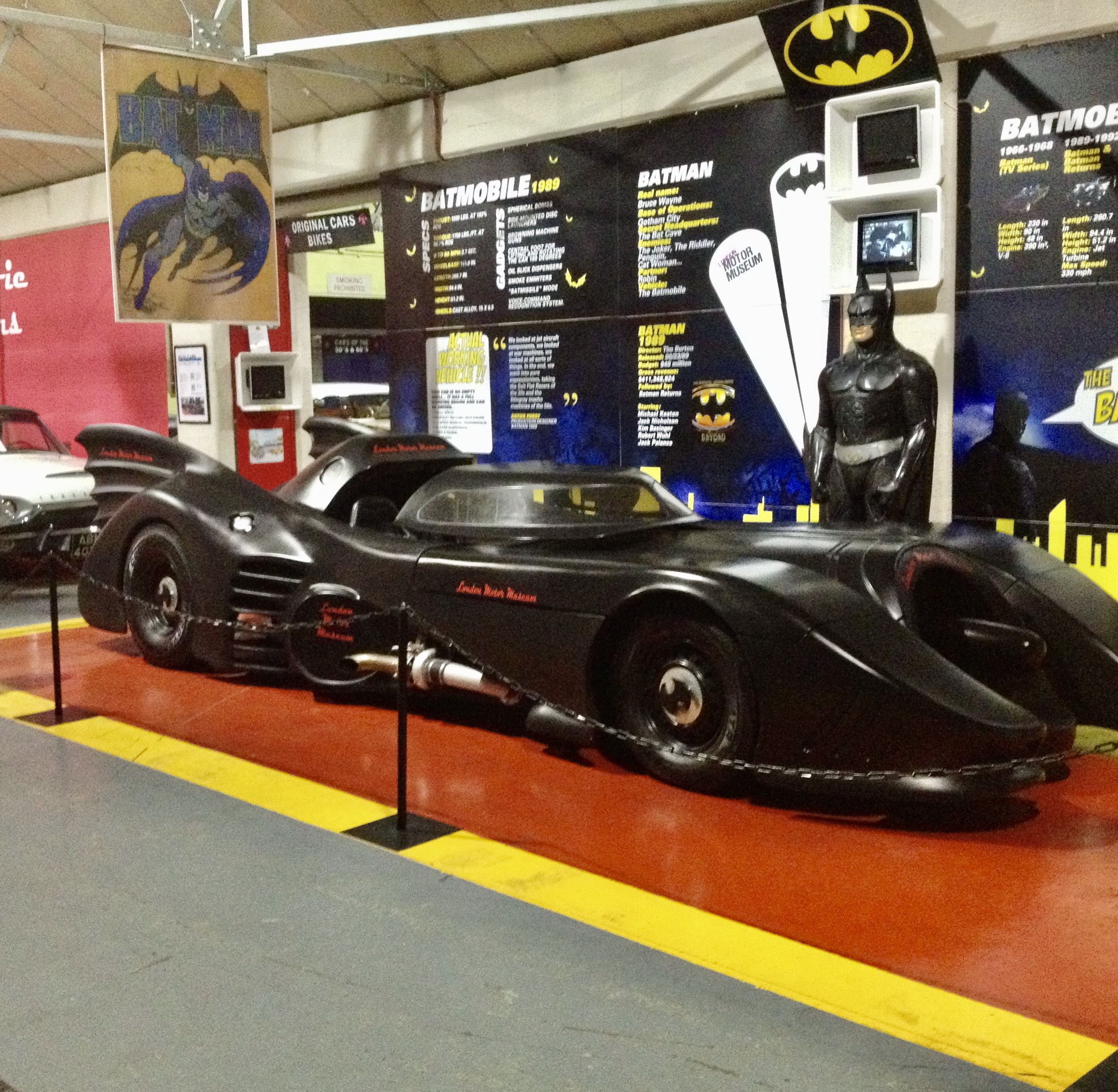
La Batmobile joue un rôle central dans le jeu.

La Batmobile de Batman était un élément que Rocksteady voulait inclure dans les précédents jeux, mais était limitée par des contraintes techniques. Les concepteurs, qui ont travaillé conjointement avec DC Comics, ont choisi l'apparence de la Batmobile apparue dans Arkham Asylum tout en la faisant évoluer pour l'ajuster au gameplay du jeu au lieu de reprendre un modèle des comics et autres adaptations de Batman,. Le véhicule a été conçu pour être un choix avec la « traversée à pieds » sans être un fardeau. Hill déclare, « Nous ne voulions pas que la Batmobile soit « D'accord, la Batmobile est tellement bien, je vais la choisir tout le temps » ou « Batman est tellement puissant à planer tout autour, je ne vais pas me servir de la Batmobile. ». Il a un besoin de se servir de ces deux moyens de déplacement »,.
L'un des objectifs était de faire ressentir une symbiose entre La Batmobile et son propriétaire. D'après David Hego, la Batmobile et le costume de Batman ont été conçus ensemble. Le but derrière était de faire de la Batmobile un croisement entre un tank, un avion de chasse et une voiture de course très sérieuse et ils voulaient faire une fusion entre l'homme et la machine faisant croire qu'ils proviennent du même design et travaillent main dans la main.
Les challenges de la carte ont été placés de façon verticale et horizontale afin de décourager les joueurs de se servir uniquement d'un moyen de déplacement. Contrairement à Arkham Origins, Arkham Knight ne dispose pas d'un système de voyage rapide, les développeurs considérant la traversée comme faisant partie du jeu. Les bâtiments cognés par la Batmobile subissent des dégâts sans ralentir la voiture, car il a été considéré que d'être entravé par une collision à chaque virage diminuerait le fantasme de conduire la Batmobile.

### Conception des personnages

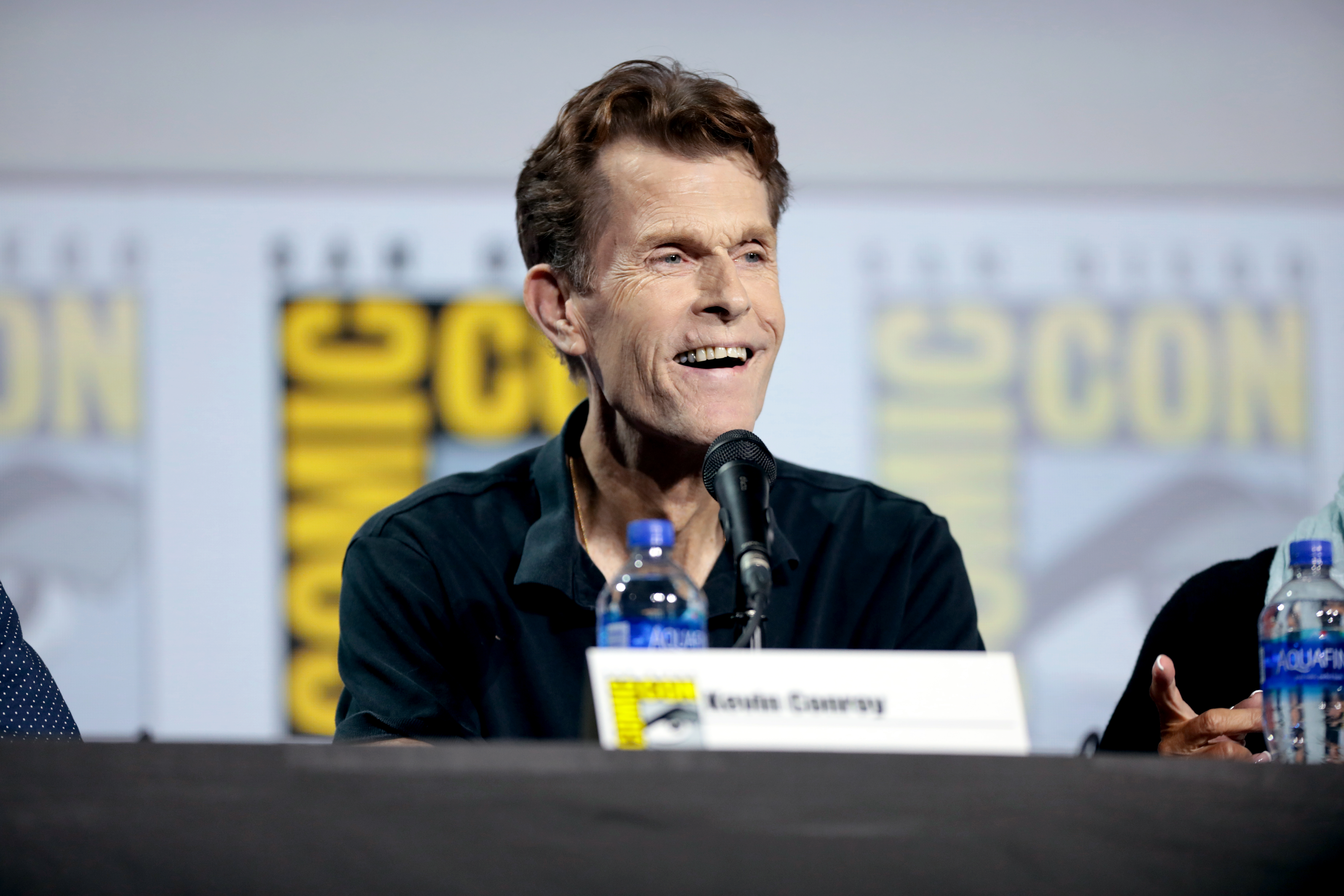
Kevin Conroy reprend le rôle de Bruce Wayne / Batman. Il interprète le personnage dans de nombreuses œuvres à partir de la série Batman de 1992.

Pour écrire sur Batman, Hill considère qu'un des aspects fondamentaux du personnage était ses interactions avec ses ennemis, ses alliés et la ville. D'après Hill : « Vous savez, ce que ça fait d'être Batman ? [...] Ce qui l'affecte quand des choses lui arrivent ? Quelle est sa constitution psychologique ? Ce sont les influences derrière le jeu [...] vous devez fouiller dans la psyché de ce qui fait qu'il est lui, ce qui à mon sens, est où se trouve l'intérêt de Batman. »,. L'armure de Batman a été repensée pour correspondre à la Batmobile pour qu'ils paraissent similaires avec les mêmes formes, textures de matériaux, tout en étant compatibles avec la façon d'entrer et de sortir à haute vitesse de la Batmobile. De l'armure a été ajoutée sur les épaules de Batman, couvrant la cape précédemment exposée, afin qu'elle paraisse plus réaliste lorsqu'elle est censée supporter son poids lorsqu'il plane.
D'après le Guinness World Records 2017 Gamer's Edition, le jeu comporte trente six mille cent soixante lignes de dialogues et soixante heures d'enregistrements,. Voix du chevalier noir dans le DC Animated Universe (1992-2006), Kevin Conroy retourne prêter sa voix au justicier masqué après l'avoir repris dans les deux premiers volets de la franchise, après avoir dit au Dallas Comic Con (en) de 2013 qu'il travaillait sur le prochain Arkham. À l'époque, cette déclaration faisait penser qu'il reprendrait son rôle dans Arkham Origins, le seul jeu Arkham connu à être en développement à cette période, ce qui n'a pas été le cas car Roger Craig Smith a été choisi pour prêter sa voix au personnage. Fier de participer à la franchise, il avoue tout de même que l'exercice l'épuise à la fin de la semaine car contrairement à l'animation, il est seul dans une cabine, récitant ses lignes une par une pendant de nombreuses heures et sans le retour des comédiens.
Pour les personnages déjà apparus, le directeur artistique David Hego dit que les apparences ont été conçues pour les garder intéressants auprès des joueurs après les avoir déjà rencontrés plusieurs fois dans les précédents jeux, tout en prenant en compte le cadre automnal qui a nécessité un changement notamment pour l'habillage par rapport au cadre hivernal vu précédemment. Le Pingouin a la tête rasé, n'a plus son manteau, apparaît plus sale avec ses habits montrant des tâches de transpiration et de nourritures. Pour Double-Face, les concepteurs ont senti que le personnage n'avait pas besoin de changement significatif et ont plutôt choisi de mettre en avant des caractéristiques déjà existantes, particulièrement sa chair due à sa défiguration se servant de chair brûlée comme inspiration et en lui retroussant ses manches. Similairement, ils ont voulu conserver les caractérisations typiques de l'Homme-mystère avec ses vêtements verts arborant des points d'interrogations, tout en faisant évoluer son apparence tout au long du jeu par rapport aux évènements de l'histoire.

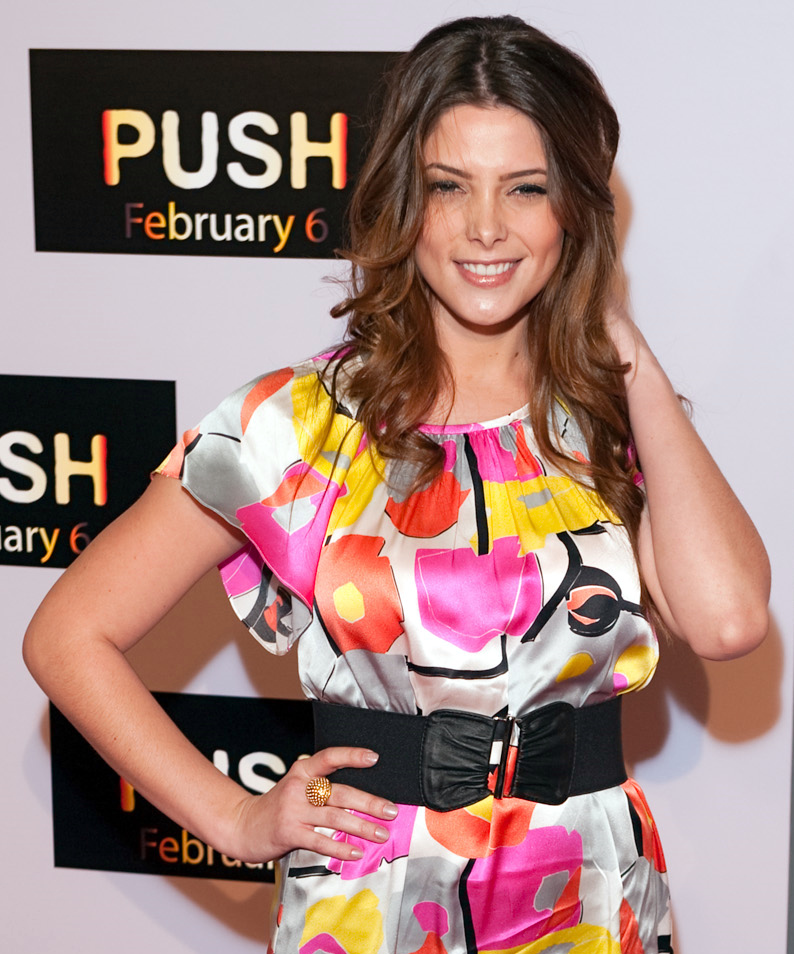
La comédienne Ashley Greene interprète Barbara Gordon / Oracle.

Le 7 mai 2015, plusieurs personnes sont annoncées au casting, parmi lesquelles se trouvent Jonathan Banks et Ashley Greene qui interprètent respectivement le commissaire James « Jim » Gordon et Barbara Gordon / Oracle. John Noble est choisi pour être la nouvelle voix de l'Épouvantail, ennemi laissé pour mort dans Arkham Asylum mais dont le retour avait été annoncé via un message caché dans Arkham City. Il a été choisi comme méchant principal car il reflète certaines caractéristiques emblématiques de Batman, tous deux se servant de la peur pour combattre leurs ennemis et connaissent la valeur d'être un symbole pour les autres. Le film avorté Batman Unchained a en partie servi d'inspiration. Parmi les similitudes entre les deux scénarios, l'Épouvantail est l'antagoniste principal et le Joker apparaît en vision.
Annoncé le même jour, Scott Porter interprète Dick Grayson / Nightwing. Jouant dans une série produite par Warner Bros. Television, la filiale WBIE a demandé à Porter lors de la sortie du jeu Injustice: Gods Among Us (2013) de participer à des votes en ligne pour savoir quel superhéros l'emporterait s'ils devaient tous s'affronter,. WBIE a été impressionné par sa connaissance des comics lors des différentes discussions et l'acteur en a profité pour exprimer son envie de participer a l'un des jeux du studio, ce qui lui a permis d'intégrer en 2014 la distribution de Lego Batman 3: Beyond Gotham puis de celle d’Arkham Knight.
Alors qu'il avait annoncé en 2010 ne plus interpréter le Joker après Arkham City, Mark Hamill revient une nouvelle fois prêter sa voix au Prince Clown du Crime. La présence du personnage a été cachée durant toute la promotion. Apparaissant en vision à Batman des suites de la maladie avancée de Creutzfeldt-Jakob[réf. nécessaire], un présage de ces hallucinations est présent lors d'un combat entre Batman et Mr. Freeze dans Arkham City.

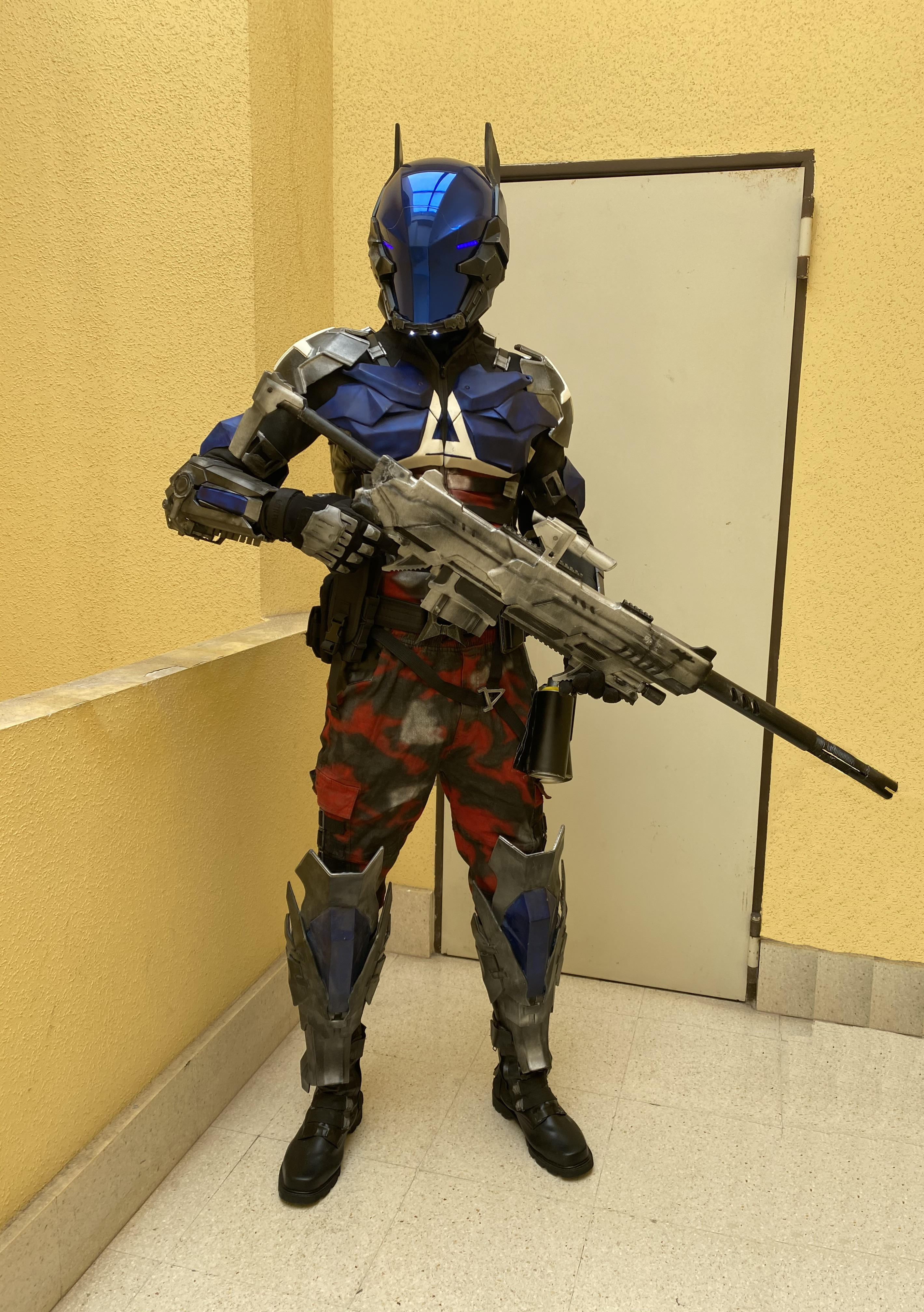
Un cosplay du Chevalier d'Arkham.

Le jeu introduit le vilain du Chevalier d'Arkham, créé spécifiquement pour le jeu par Rocksteady ainsi que par le chef de la création de DC Comics et scénariste de comics Geoff Johns et Jim Lee,,. le Chevalier d'Arkham est une version militarisé de Batman, avec le logo "A" de l'asile d'Arkham porté comme un emblème sur sa poitrine. Étant en réalité Jason Todd, il a été torturé par le Joker comme dans le comics A Death in the Family  (1988). Le personnage est incarné par Troy Baker qui reprend en parallèle le rôle de Double-Face,. Matthew Mercer le remplace pour le rôle de Tim Drake / Robin.
Le personnage de Christina Bell s'inspire de Bianca Steeplechase, une version du Joker apparue dans la collection Elseworlds. Calendar Man apparaît également brièvement à la fin du jeu en référence à une scène de Arkham City durant laquelle il dit à Batman qu'il a été là à ses débuts, et qu'il serait là à sa fin . Interprète de Dick Grayson / Robin dans la série Batman de 1992, Loren Lester (en) interprète Man-Bat tandis que Michael Rosenbaum, l'interprète de Wally West / Flash dans la série Justice League (2001-2006) prête sa voix à Johnny Charisma.

### Sortie
Annoncé le 4 mars 2014, le jeu est initialement programmé pour sortir le 14 octobre 2014. Sa date de parution est repoussée au 2 juin 2015, puis au 23 juin 2015. Une version Mac OS X et Linux était prévue à l'origine, développée par Feral Interactive,, mais la sortie n'a jamais été confirmée.
Batman: Arkham Knight sera inclus ainsi que tous ses DLC dans une compilation prévue pour Nintendo Switch intitulée Batman Arkham Trilogy annoncée lors du Nintendo Direct du 21 juin 2023.

### Classification
En Amérique du Nord, le jeu, à la différence de ses prédécesseurs classés « Teen » (T) pour les joueurs de plus de 13 ans, est classé « Mature » (M) par l'ESRB, signifiant qu'il est déconseillé aux moins de 17 ans. En Europe la classification par le PEGI passe d'un « PEGI 16 » à un « PEGI 18 », déconseillant également le titre aux moins de 18 ans. Selon le directeur de Rocksteady, le jeu est « le plus sombre et violent de la trilogie, avec un héros repoussé dans ses extrêmes limites et une fin nette et sans compromis ».

## Contenu additionnel
À la sortie du jeu, Rocksteady annonce la parution de contenu additionnel sur un rythme mensuel comportant des missions axées sur l'histoire, des cartes de défis pour Batman et ses alliés, des nouvelles apparences pour la Batmobile et de nouveaux circuits ainsi que des apparences pour Batman et ses alliés,,.
Un contenu téléchargeable, annoncé le 24 juin 2014 comme une exclusivité de la PS4 et intitulé Scarecrow Nightmare Pack, permet lors de quelques missions bonus, d'affronter et de défaire l'Épouvantail et ses sbires, ceci dans un environnement psychotique causé par les hallucinations du gaz du criminel, effets déjà rencontrés dans le premier opus de la trilogie.
Parallèlement à la date de sortie, deux éditions collectors sont commercialisés : Batman: Arkham Knight Limited Edition et Batman: Arkham Knight Batmobile Edition, respectivement à 120 et 200 euros. Les deux packs comprennent le jeu associé à trois skins de jeu, un boîtier métallique, un artbook de 80 pages et un comic créé uniquement pour le jeu (Arkham Knight #0), ainsi qu'une figurine différente selon le pack : une statue commémorative de Batman pour le premier, une Batmobile transformable pour le second. Cependant, cette dernière est annulée quelques jours avant la sortie du jeu.

### Contenu scénarisé
Les contenus téléchargeables axés sur l'histoire incluent les « Arkham Episodes » qui permettent de contrôler les alliés de Batman  durant des missions prenant place avant et après les événements de Arkham Knight
,, ainsi que  Saison de l'Infamie comprenant des nouvelles missions « Most Wanted » jouables dans le jeu principal durant lesquelles Batman affronte plusieurs super-vilains emblématiques apparus dans les précédents volets'.

#### Arkham Épisode

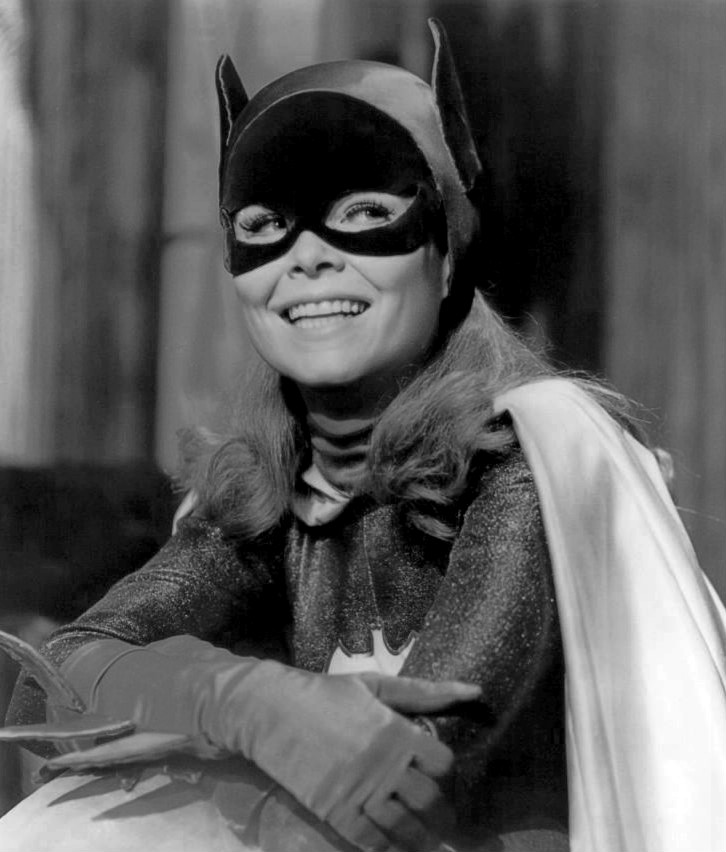
Pour la première fois dans la série, Batgirl est un personnage jouable.

Harley Quinn est un personnage jouable grâce au contenu Harley Quinn Story Pack dans lequel elle infiltre la ville de Blüdhaven pour attaquer la station de police et secourir Poison Ivy. Jason Todd en tant que Red Hood est également un personnage jouable grâce au contenu Red Hood Story Pack dans lequel il s'en prend à Black Mask (Brian Bloom).
Batgirl: A Matter of Family, développé par WB Games Montréal, dépeint Barbara Gordon dans le costume de Batgirl avant les événements de Arkham Asylum. Situé à Seagate Amusement Park, un parc aquatique construit sur une plate-forme pétrolière, Batgirl et Robin font équipe pour sauver le commissaire Gordon capturer par le Joker et Harley Quinn. Le contenu reprend la fonction Dual Play et l'habilité de pirater, qui permettent à Batgirl mettre à terre des ennemies, contrôler des ennemis et résoudre des puzzles. Un des producteurs Justin Vazquez rapporte « Le piratage est vraiment ce qui la sépare des autres personnages [...] Nôtre intention était que Batgirl devait être moins forte que Batman mais son habilité a pirater peut lui donner des opportunités à réaliser certains choses que même Batman ne pourrait accomplir. ». Le contenu est sorti le 14 juillet 2014 sur PlayStation 4 et Xbox One et le 28 octobre 2015 sur Windows.
Se déroulant tous après les évènements du jeu, les autres épisodes sont : GCPD Lockdown, sorti en septembre 2015, dans lequel Nightwing doit empêcher le Pingouin de s'évader du G.C.P.D ; Catwoman's Revenge, sorti en novembre 2015, dans lequel Catwoman tente de se venger de l'Homme-mystère ; et A Flip of a Coin sorti le même mois, dans lequel Robin pourchasse Two-Face.

#### Saison de l'Infamie
Le 22 décembre 2015 le contenu Saison de l'Infamie sort et comprend quatre missions. Wonderland, dans lequel le Chapelier fou (Peter MacNicol) joue à un jeu psychologique contre Batman et certains membres du G.C.P.D ; Beneath the Surface, dans lequel Killer Croc (Steve Blum) s'échappe de sa cellule de haute sécurité et fait des ravages dans un dirigeable qui s'est écrasé ; Shadow War, dans lequel la Ligue des Assassins retourne à Gotham City afin de rétablir la santé de Ra's al Ghul (Dee Bradley Baker) ; et In From the Cold dans lequel Mr. Freeze (Maurice LaMarche) retourne à Gotham City car la milice du Chevalier d'Arkham a kidnappé sa femme Nora (Cissy Jones) en échange de son aide pour capturer Batman,.
Les missions ajoutent également des nouvelles zones dont une nouvelle aile pour le GCPD ainsi que l'intérieur du Elliot General Hospital, des nouveaux ennemis comme les assassins de la Ligue des Assassins ainsi que des nouvelles mécaniques de gameplay.

### Apparences et défis
Le contenu additionnel sorti en août 2015 inclut le pack 1989 Movie Batmobile qui comporte le costume porté par Michael Keaton dans le film Batman de 1989, la Batmobile du film et deux circuits basés sur le film et sa suite, Batman : Le Défi ; Le pack Bat-family Skins, qui comporte six apparences de personnages basé sur des périodes alternatives - le costume « iconique Gris et noir », celui de Arkham Origins et des années 1970 pour Batman, celui des années 1990 pour Catwoman, le Nightwing de Arkham City et le Robin « One Year Later » ; ainsi que du contenu sortis en précommande - les costumes pour Batman de Batman Beyond, The Dark Knight Returns, la Première Apparence de 1939 ainsi qu'un prototype de la Batmobile.
Pour septembre 2015, Rocksteady sort deux pack Crime Fighter Challenge comportant 11 AR combat et des challenges prédator pour tous les personnages jouables et la Batmobile,,; le pack 2008 Tumbler Batmobile  qui inclut la Tumbler Batmobile de la trilogie Nolan et deux circuits basés sur le film The Dark Knight (2008) ainsi que l'apparence Arkham Asylum pour Batman,.
Pour octobre 2015, le contenu additionnel comporte un troisième pack Crime Fighter Challenge ; le pack Batman Classic TV Series Batmobile qui comprend la Batmobile de la série de 66, des apparences de Catwoman et Robin basées sur la série ainsi que deux circuits basés sur la série et une apparence thème Batman années 1970 pour la Batmobile.
Pour novembre 2015, Rocksteady sort le pack 2016 Batman v Superman Batmobile, comprenant une apparence basé sur le costume de Ben Affleck du film Batman v Superman: Dawn of Justice ainsi que la Batmobile du film. Egalement sorti en novembre, le pack Wayne Tech qui apporte deux nouveaux circuits ; un thème l'Homme-Mystère pour la Batmobile ; le pack Robin and Batmobile Skins qui apporte l'apparence originale de Tim Drake et l'apparence thème Robin pour la Batmobile ; et un quatrième pack Crime Fighter Challenge comprenant 6 AR combat et challenge predator.
Le dernier mois d'ajout a vu la sortie du costume porté par Christian Bale dans The Dark Knight, à la suite de nombreuses demandes de fans car le costume ne faisait pas partie du pack Tumbler en septembre 2015. Le pack comprend également la Batmobile de Arkham Asylum, un cinquième pack Crime Fighter Challenge avec 6 AR combat et challenges predator pour tous les personnages jouables, une apparence pour Harley Quinn de la série de 1992 , l'apparence Arkham Knight pour le Red Hood, une apparence thème Rocksteady pour la Batmobile et une apparence Batman : Noël.
En janvier 2016, Rocksteady sort un sixième pack Crime Fighter Challenge Pack, originellement nommé Community Challenge Pack en réponse aux joueurs qui ont procuré des retours pour avoir soumis des requêtes pour les cartes challenges présentes dans le pack. Le pack comprend cinq cartes challenges des précédents jeux, une carte de combat  Crime Alley de Arkham Knight et une carte predator « endless wave » titré Endless Knight.
Le jeu contient également des costumes pour Batman de Flashpoint, Batman: Gotham Knight- Field Test Earth 2, Zur-En-Arrh ainsi que Justice League 3000 et de la série de 1966 exclusifs à la PlayStation 4; ceux de The New 52 pour Batman, Robin et Nightwing,, ; et celui de la série de 1960 pour Robin.
En décembre 2023, Rocksteady sort gratuitement pour Batman la tenue portée par Robert Pattinson dans le film The Batman sorti en 2022. La version Switch du jeu disponible via le portage Batman : Arkham Trilogy a bénéficié de cet ajout avec quelques semaines d'avance.

## Accueil

### Critique
La presse spécialisée française accueille très bien le jeu, avec des notes de 8/10 pour Gamekult, 17/20 pour Jeuxvideo.com, 4,5/5 pour Gameblog et 16/20 pour JeuxActu. Les blogs du Monde et de Libération orientés vers les jeux vidéo et le numérique, à savoir Pixels et Écrans, reconnaissent aussi les nombreuses qualités d'Arkham Knight.
Tout le monde s'accorde sur la beauté des graphismes, le gameplay intuitif et fluide, ainsi qu'un solide scénario s'encrant bien dans la continuité débutée avec Arkham Asylum. La Batmobile, grosse nouveauté du jeu, séduit la plupart des journalistes mais beaucoup rechignent sur la redondance des combats obligatoires avec l'engin, voire son utilité globale. Si l'histoire s'avère prenante et propose bon nombre de rebondissements (à l'instar des autres opus), l'identité du Chevalier d'Arkham est beaucoup trop prévisible, si l'on connaît un peu l'univers du Chevalier Noir. Malgré ces quelques défauts, le jeu reçoit unanimement des éloges.

### Problèmes
Le jeu souffre de gros problèmes sur la version PC à son lancement, au point que les constructeurs nVidia et AMD ont dû poster un communiqué de presse et mettre à disposition de nouveaux drivers corrigeant quelques problèmes, le temps que les développeurs permettent le débug du jeu. Devant les nombreuses plaintes, le studio se voit finalement obligé de suspendre les ventes et de repousser la date de sortie définitive pour satisfaire les joueurs.